# Ergebnisse der Kommunalwahlen in Nordrhein-Westfalen bis 1969/73
In den folgenden Listen werden die Ergebnisse der Kommunalwahlen in Nordrhein-Westfalen bis 1969 und teilweise über diesen Zeitpunkt hinaus bis 1973 zusammenhängend aufgelistet. Im ersten Teil befinden sich nach der Auflistung der Parteien und Wählergruppen die für Nordrhein-Westfalen ermittelten Gesamtergebnisse. Im zweiten Teil werden zunächst die kreisfreien Städte und anschließend die Landkreise in alphabetischer Reihenfolge mit ihren Wahlergebnissen aufgeführt. Es werden nur die Parteien und Wählergruppen berücksichtigt, die bei der jeweiligen Wahl mindestens zwei Prozent der gültigen Stimmen erreicht haben. Die Listen sind nicht in jedem Fall vollständig; denn in einigen Fällen fehlen die Ergebnisse der Kommunalwahlen, die nach 1969 stattgefunden haben.
Für spätere Jahre siehe Ergebnisse der Kommunalwahlen in Nordrhein-Westfalen ab 1975.

## Parteien
- BdD: Bund der Deutschen, Partei für Einheit, Frieden und Freiheit
- BHE: Bund der Heimatvertriebenen und Entrechteten
  - 1961: GB/BHE
- CDU: Christlich Demokratische Union Deutschlands
- DFU: Deutsche Friedensunion
  - in Duisburg 1961: DUFU
- DKonP: Deutsche Konservative Partei (mit der damaligen Abkürzung DKP) → DRP
- DKP: Deutsche Kommunistische Partei → KPD
- DP: Deutsche Partei
- DRP: Deutsche Reichspartei
  - 1946 und 1948: DKonP
  - 1952: DRP/NR
- DRP/NR: Deutsche Reichspartei/Nationale Rechte → DRP
- DVU: Deutsche Volksunion
- DWU: Demokratische Wähler-Union
- DZP: Deutsche Zentrumspartei
- FDP: Freie Demokratische Partei
- FSU: Frei-Soziale Union
  - 1948: RSF
  - 1952: RSF/FSU
  - 1956: FSU
- FVP: Freie Volkspartei
- GB/BHE: Gesamtdeutscher Block/Bund der Heimatvertriebenen und Entrechteten → BHE
- KPD: Kommunistische Partei Deutschlands
  - 1969: DKP
- NPD: Nationaldemokratische Partei Deutschlands
- RVP: Rheinische Volkspartei
- RSF: Radikal-Soziale Freiheitspartei → FSU
- RSF/FSU: Radikal-Soziale Freiheitspartei/Frei-Soziale Union → FSU
- SPD: Sozialdemokratische Partei Deutschlands

## Wählergruppen
- BBG: Bonner Bürgergemeinschaft
- BG: Bürgergemeinschaft
- CKW: Christlich-Kommunale Wählergemeinschaft
- CSWG: Christlich-Soziale Wählergemeinschaft
- CWG: Christliche Wählergemeinschaft
- DUFU: Duisburger Friedensunion → DFU
- DUWG: Deutsche Unabhängige Wählergemeinschaft Kreis Jülich
- FUWV: Freie und unabhängige Wählervereinigung des Kreises Monschau
- FWG: Freie Wählergemeinschaft
- FWG: 1969 in Rheydt: Freie Wählergemeinschaft Schiffer
- FWV: Freie Wählervereinigung
- KWV: Kommunale Wählervereinigung für den Kreis Geldern
- UCSW: Unabhängige Christlich-Soziale Wählergemeinschaft
- UdM: Union der Mitte
- UWG: Unabhängige Wählergemeinschaft, u. a. in Wattenscheid und im Kreis Borken
  - in Gladbeck 1969: UWG/IGRK
- UWGB: Unabhängige Wählergemeinschaft Beelen
- UWG/IGRK: Unabhängige Wählergemeinschaft/Interessengemeinschaft der Rentner und Kriegsbeschädigten → UWG
- UWO: Unabhängige Wähler Ochtrup (?)
- UWV: Unabhängige Wählervereinigung
- VWG: Vereinigte Wählergemeinschaft
- WG: Wählergemeinschaft, in zusammenfassenden Listen: zusammengefasste Ergebnisse aller Wählergruppen und -gemeinschaften
- WGFSS: Wählergemeinschaft für Frieden und soziale Sicherheit

## Wahltage und Wahlbeteiligung
| Wahltag                      | Wahlbeteiligung |
| ---------------------------- | --------------- |
| 13. Oktober 1946             | 74,4            |
| 17. Oktober 1948             | 69,0            |
| 9. November 1952             | 76,0            |
| 28. Oktober 1956             | 76,9            |
| 19. März 1961                | 78,2            |
| 27. September 1964           | 76,2            |
| 9. November 1969 (Hauptwahl) | 68,6            |

## Landesweite Ergebnisse
Hinweis
In der Spalte WG werden die Ergebnisse aller Wählergemeinschaften bzw. Wählergruppen zusammengefasst. Das Feld der Partei, die bei der jeweiligen Wahl die meisten Stimmen erhalten hat, ist farblich gekennzeichnet.

### Wählerstimmen in Prozent

#### Kreisfreie Städte und Kreise
Übersicht
| Jahr       | CDU  | SPD  | FDP  | DZP | BHE | KPD |
| ---------- | ---- | ---- | ---- | --- | --- | --- |
| 1946       | 46,0 | 33,4 | 04,3 | 6,1 |     | 9,4 |
| 1948       | 37,6 | 35,9 | 06,9 | 9,7 |     | 7,8 |
| 1952       | 35,6 | 36,1 | 12,6 | 5,9 | 3,5 | 4,5 |
| 1956       | 38,2 | 44,2 | 09,6 | 4,0 | 2,8 |     |
| 1961       | 45,0 | 40,7 | 10,2 | 1,4 | 1,1 |     |
| 1964       | 43,1 | 46,6 | 08,0 |     |     |     |
| 11969/70 1 | 45,7 | 45,6 | 06,3 |     |     |     |

Fußnote

### Prozentuale Sitzverteilung

#### Kreisfreie Städte und Kreise
| Jahr       | CDU  | SPD  | FDP  | DZP  | KPD |
| ---------- | ---- | ---- | ---- | ---- | --- |
| 1946       | 66,7 | 25,9 | 01,3 | 03,6 | 2,3 |
| 1948       | 40,7 | 35,7 | 05,8 | 10,7 | 5,6 |
| 11952 1    | 39,0 | 35,3 | 13,1 | 06,9 | 2,8 |
| 1956       | 41,9 | 42,9 | 09,6 | 04,0 |     |
| 1961       | 48,5 | 38,9 | 09,8 | 01,4 |     |
| 1964       | 46,3 | 44,8 | 07,2 |      |     |
| 21969 2    | 49,0 | 44,6 | 04,5 |      |     |
| 31969/73 3 | 49,0 | 44,8 | 04,4 |      |     |

Fußnoten

#### Kreisfreie Städte
| Jahr | SPD  | CDU  | FDP |
| ---- | ---- | ---- | --- |
| 1964 | 54,5 | 41,6 | 4,9 |
| 1969 | 51,5 | 43,7 | 3,4 |

Weitere Ergebnisse liegen nicht vor.

#### Kreise
| Jahr | CDU  | SPD  | FDP |
| ---- | ---- | ---- | --- |
| 1964 | 49,8 | 38,4 | 9,3 |
| 1969 | 52,7 | 39,7 | 5,5 |

Weitere Ergebnisse liegen nicht vor.

#### Kreisangehörige Gemeinden
| Jahr | CDU  | SPD  | FDP | WG  | DZP |
| ---- | ---- | ---- | --- | --- | --- |
| 1964 | 50,3 | 31,4 | 8,1 | 7,6 | 2,5 |

Weitere Ergebnisse liegen nicht vor.

#### Sämtliche Gemeinden
| Jahr | CDU  | SPD  | FDP | WG  | DZP |
| ---- | ---- | ---- | --- | --- | --- |
| 1964 | 49,8 | 32,6 | 8,0 | 7,2 | 2,3 |

Weitere Ergebnisse liegen nicht vor.

## Einzelergebnisse

### Kreisfreie Städte
Hinweis
Bis zum 30. September 1953 wurden die damals existierenden kreisfreien Städte als Stadtkreise bezeichnet. Das Feld der Partei, die bei der jeweiligen Wahl die meisten Stimmen erhalten hat, ist farblich gekennzeichnet.

#### Aachen
| Jahr    | CDU  | SPD  | FDP  | KPD | RVP |
| ------- | ---- | ---- | ---- | --- | --- |
| 1946    | 64,1 | 21,6 |      | 5,8 | 7,8 |
| 1948    | 55,0 | 30,2 |      | 6,9 | 6,2 |
| 11952 1 | 44,9 | 31,6 | 16,4 | 3,6 |     |
| 1956    | 49,4 | 38,2 | 9,0  |     |     |
| 1961    | 56,5 | 34,2 | 09,3 |     |     |
| 1964    | 51,4 | 41,2 | 07,4 |     |     |
| 1969    | 56,1 | 39,1 | 04,9 |     |     |
| 1972    | 52,6 | 40,5 | 05,9 |     |     |

Fußnote

#### Bielefeld
| Jahr    | SPD  | CDU  | FDP  | BHE | KPD |
| ------- | ---- | ---- | ---- | --- | --- |
| 1946    | 50,2 | 39,3 | 04,4 |     | 6,0 |
| 11948 1 | 47,3 | 32,0 | 13,0 |     | 4,9 |
| 1952    | 46,2 | 21,0 | 22,5 | 8,0 | 2,3 |
| 1956    | 53,3 | 24,7 | 16,0 | 4,6 |     |
| 1961    | 49,7 | 37,4 | 12,9 |     |     |
| 1964    | 54,6 | 35,2 | 10,2 |     |     |
| 1969    | 53,4 | 39,6 | 07,0 |     |     |
| 1973    | 47,6 | 41,8 | 09,2 |     |     |

Fußnote

#### Bocholt
| Jahr | CDU  | SPD  | FDP  | DZP  | KPD |
| ---- | ---- | ---- | ---- | ---- | --- |
| 1946 | 39,6 | 31,2 |      | 20,2 | 9,0 |
| 1948 | 32,5 | 31,0 |      | 33,0 | 3,5 |
| 1952 | 39,9 | 23,8 | 13,1 | 20,5 | 2,7 |
| 1956 | 43,2 | 33,2 | 07,8 | 13,9 |     |
| 1961 | 53,8 | 32,7 | 07,1 | 06,4 |     |
| 1964 | 50,7 | 40,8 | 04,7 | 03,8 |     |
| 1969 | 57,4 | 42,6 |      |      |     |

#### Bochum
| Jahr    | SPD  | CDU  | FDP  | KPD  |
| ------- | ---- | ---- | ---- | ---- |
| 1946    | 41,9 | 41,7 |      | 14,3 |
| 11948 1 | 42,6 | 34,8 | 04,3 | 09,7 |
| 1952    | 47,0 | 32,5 | 10,9 | 05,9 |
| 21952 2 | 55,5 | 34,0 | 07,3 |      |
| 1961    | 52,8 | 37,8 | 04,6 |      |
| 1964    | 59,7 | 34,3 | 04,6 |      |
| 1969    | 58,6 | 34,9 | 05,1 |      |

Fußnoten

#### Bonn
| Jahr    | CDU  | SPD  | FDP  | BBG | BHE | DZP | KPD   |
| ------- | ---- | ---- | ---- | --- | --- | --- | ----- |
| 1946    | 53,0 | 22,5 | 11,0 |     |     | 6,6 | 04,98 |
| 1948    | 40,3 | 28,5 | 17,4 |     |     | 8,0 | 5,1   |
| 11952 1 | 46,8 | 23,1 | 16,5 |     | 4,5 | 3,1 | 2,0   |
| 21956 2 | 46,9 | 33,1 | 12,9 |     | 3,4 |     |       |
| 1961    | 55,2 | 22,9 | 13,1 | 8,8 |     |     |       |
| 1964    | 50,9 | 33,5 | 08,8 | 6,8 |     |     |       |
| 1969    | 51,8 | 35,6 | 07,2 | 4,1 |     |     |       |

Fußnoten

#### Bottrop
| Jahr    | SPD    | CDU    | KPD  | FDP | DZP  |
| ------- | ------ | ------ | ---- | --- | ---- |
| 1946    | 33,7   | 34,3   | 21,7 |     | 09,8 |
| 11948 1 | 033,82 | 033,77 | 15,5 |     | 12,1 |
| 21952 2 | 41,3   | 41,3   | 09,8 | 5,9 | 01,7 |
| 31956 3 | 52,3   | 37,5   |      | 3,5 | 03,4 |
| 41961 4 | 43,6   | 46,5   |      | 3,9 |      |
| 51952 5 | 51,6   | 41,5   |      | 1,9 |      |
| 1969    | 50,6   | 41,4   | 05,3 | 2,7 |      |

Fußnoten

#### Castrop-Rauxel
| Jahr    | SPD  | CDU  | FDP | KPD  |
| ------- | ---- | ---- | --- | ---- |
| 1946    | 42,2 | 42,5 |     | 15,3 |
| 1948    | 47,8 | 38,9 | 2,6 | 10,7 |
| 1952    | 49,0 | 37,4 |     | 05,3 |
| 11956 1 | 57,2 | 35,1 | 4,6 |      |
| 21961 2 | 51,9 | 40,3 | 5,1 |      |
| 1964    | 58,8 | 38,0 | 3,2 |      |
| 1969    | 55,8 | 39,1 | 3,5 |      |

Fußnoten

#### Dortmund
| Jahr    | SPD  | CDU  | FDP  | KPD  | DZP |
| ------- | ---- | ---- | ---- | ---- | --- |
| 1946    | 46,3 | 35,1 | 03,6 | 12,6 | 2,4 |
| 1948    | 46,0 | 31,1 | 07,8 | 11,8 | 3,3 |
| 1952    | 49,7 | 29,5 | 10,9 | 06,0 |     |
| 1956    | 57,0 | 31,0 | 06,7 |      |     |
| 11961 1 | 54,2 | 35,2 | 07,8 |      |     |
| 1964    | 61,2 | 33,4 | 05,4 |      |     |
| 1969    | 57,3 | 35,6 | 05,3 |      |     |

Fußnote

#### Duisburg
| Jahr | SPD  | CDU  | FDP | DFU | DZP | DP  | KPD  |
| ---- | ---- | ---- | --- | --- | --- | --- | ---- |
| 1946 | 34,8 | 39,5 | 5,2 |     | 6,2 |     | 14,2 |
| 1948 | 40,5 | 32,6 | 7,5 |     | 8,2 |     | 11,3 |
| 1952 | 46,4 | 28,2 | 9,9 |     | 4,8 | 2,5 | 06,4 |
| 1956 | 55,9 | 32,2 | 6,8 |     | 2,5 | 2,2 |      |
| 1961 | 49,6 | 39,4 | 7,7 | 2,3 |     |     |      |
| 1964 | 57,2 | 35,2 | 4,9 | 2,7 |     |     |      |
| 1969 | 55,1 | 37,9 | 5,3 |     |     |     |      |

#### Düsseldorf
| Jahr    | SPD  | CDU  | FDP  | DZP   | BHE | KPD  |
| ------- | ---- | ---- | ---- | ----- | --- | ---- |
| 1946    | 31,0 | 47,2 | 02,2 | 5,8   |     | 12,3 |
| 1948    | 31,6 | 41,2 | 06,2 | 7,4   |     | 11,5 |
| 11952 1 | 34,8 | 35,2 | 13,5 | 05,03 | 2,7 | 06,1 |
| 21956 2 | 46,9 | 38,0 | 08,8 | 2,4   | 2,4 |      |
| 31961 3 | 38,7 | 44,6 | 12,1 |       | 1,5 |      |
| 1964    | 49,4 | 42,5 | 07,0 | 1,1   |     |      |
| 1969    | 53,4 | 40,3 | 04,8 |       |     |      |

Fußnoten

#### Essen
| Jahr | SPD  | CDU  | FDP | DZP  | KPD  |
| ---- | ---- | ---- | --- | ---- | ---- |
| 1946 | 34,2 | 38,9 | 3,6 | 11,2 | 12,1 |
| 1948 | 35,1 | 30,7 | 4,5 | 15,4 | 10,4 |
| 1952 | 40,7 | 35,2 | 9,0 | 07,4 | 06,1 |
| 1956 | 51,1 | 38,4 | 6,3 | 03,3 |      |
| 1961 | 48,9 | 43,7 | 7,0 |      |      |
| 1964 | 52,6 | 42,4 | 4,8 |      |      |
| 1969 | 53,4 | 40,3 | 4,8 |      |      |

#### Gelsenkirchen
| Jahr    | SPD  | CDU  | FDP | KPD  | DZP  |
| ------- | ---- | ---- | --- | ---- | ---- |
| 1946    | 37,9 | 27,3 | 5,4 | 17,9 | 11,5 |
| 11948 1 | 38,5 | 22,6 | 4,9 | 13,8 | 14,1 |
| 21952 2 | 44,3 | 35,6 | 5,7 | 08,3 |      |
| 1956    | 57,3 | 30,6 | 5,5 |      | 04,6 |
| 31948 3 | 52,3 | 37,6 | 6,9 |      |      |
| 1964    | 61,3 | 33,5 | 4,2 |      |      |
| 1969    | 57,7 | 36,0 | 4,0 | 02,3 |      |

Fußnoten

#### Gladbeck
| Jahr    | SPD  | CDU  | FDP | UWG  | KPD  | DZP |
| ------- | ---- | ---- | --- | ---- | ---- | --- |
| 1946    | 45,0 | 38,0 |     |      | 15,8 |     |
| 1948    | 47,2 | 30,4 |     |      | 13,3 | 9,1 |
| 11952 1 | 47,8 | 32,3 | 6,0 |      | 08,6 | 3,3 |
| 1956    | 55,9 | 37,1 | 4,7 |      |      |     |
| 1961    | 45,6 | 38,1 | 6,1 | 10,2 |      |     |
| 21964 2 | 51,3 | 38,4 | 3,2 | 04,1 |      |     |
| 1969    | 51,2 | 40,6 | 5,3 | 02,9 |      |     |

Fußnoten

#### Hagen
| Jahr    | SPD  | CDU  | FDP  | BHE | KPD  |
| ------- | ---- | ---- | ---- | --- | ---- |
| 1946    | 33,6 | 37,5 | 15,0 |     | 13,9 |
| 1948    | 35,6 | 33,2 | 17,5 |     | 13,7 |
| 11952 1 | 39,8 | 31,0 | 15,5 | 2,6 | 07,8 |
| 1956    | 51,2 | 34,9 | 11,0 | 2,4 |      |
| 21961 2 | 46,0 | 34,5 | 10,4 |     |      |
| 31964 3 | 54,0 | 35,9 | 07,6 |     |      |
| 1969    | 50,3 | 40,3 | 07,7 |     |      |

Fußnoten

#### Hamm
| Jahr    | CDU  | SPD  | FDP  | DZP  | BHE | KPD |
| ------- | ---- | ---- | ---- | ---- | --- | --- |
| 1946    | 49,4 | 37,5 | 02,6 | 05,1 |     | 5,4 |
| 1948    | 31,1 | 35,7 | 13,3 | 15,2 |     | 4,7 |
| 1952    | 38,2 | 32,5 | 16,0 | 06,6 | 4,4 | 2,3 |
| 1956    | 39,2 | 41,6 | 11,7 | 04,2 | 3,3 |     |
| 1961    | 45,1 | 43,4 | 11,5 |      |     |     |
| 1964    | 45,7 | 46,6 | 07,7 |      |     |     |
| 11969 1 | 53,1 | 40,7 | 03,9 |      |     |     |

Fußnote

#### Herford
Hinweis
Die kreisfreie Stadt wurde am 1. Januar 1969 in den gleichnamigen Landkreis eingegliedert.
| Jahr | SPD  | CDU  | FDP  | BHE | KPD |
| ---- | ---- | ---- | ---- | --- | --- |
| 1946 | 49,2 | 38,5 | 07,8 |     | 4,5 |
| 1948 | 47,5 | 40,7 | 07,6 |     | 4,1 |
| 1952 | 47,1 | 28,0 | 16,9 | 5,4 | 2,6 |
| 1956 | 50,8 | 31,9 | 12,6 | 4,7 |     |
| 1961 | 44,3 | 44,0 | 09,1 | 2,6 |     |
| 1964 | 47,1 | 45,3 | 07,6 |     |     |

#### Herne
| Jahr    | SPD  | CDU  | FDP      | KPD  |
| ------- | ---- | ---- | -------- | ---- |
| 1946    | 37,9 | 39,8 | 005,02   | 17,3 |
| 11948 1 | 45,2 | 32,3 | 06,7     | 13,0 |
| 21952 2 | 47,4 | 30,1 | 11,2     | 07,6 |
| 1956    | 57,0 | 35,0 | 08,0     |      |
| 31961 3 | 50,4 | 38,8 | 06,8     |      |
| 41964 4 | 56,0 | 35,5 | 04,5     |      |
| 1969    | 55,2 | 37,3 | 0004,994 |      |

Fußnoten

#### Iserlohn
| Jahr    | SPD  | CDU  | FDP  | DZP  | BHE | KPD |
| ------- | ---- | ---- | ---- | ---- | --- | --- |
| 1946    | 41,7 | 26,8 | 11,5 | 14,3 |     | 4,1 |
| 1948    | 40,9 | 21,8 | 17,8 | 15,0 |     | 4,5 |
| 1952    | 38,2 | 15,3 | 22,7 | 14,4 | 6,7 | 2,7 |
| 1956    | 43,4 | 22,0 | 17,4 | 11,1 | 6,1 |     |
| 1961    | 42,4 | 36,2 | 17,9 | 03,5 |     |     |
| 1964    | 50,3 | 36,0 | 13,7 |      |     |     |
| 11969 1 | 47,6 | 46,3 | 04,7 |      |     |     |

Fußnote

#### Köln
| Jahr    | SPD  | CDU  | FDP  | KPD  |
| ------- | ---- | ---- | ---- | ---- |
| 1946    | 34,6 | 53,4 |      | 09,3 |
| 1948    | 37,7 | 42,5 | 07,2 | 10,9 |
| 1952    | 37,1 | 43,1 | 11,4 | 04,9 |
| 11956 1 | 46,0 | 41,9 | 07,2 |      |
| 1961    | 46,8 | 45,4 | 07,5 |      |
| 1964    | 56,0 | 35,5 | 04,5 |      |
| 1969    | 57,4 | 38,1 | 04,5 |      |

Fußnote

#### Krefeld
| Jahr    | CDU  | SPD  | FDP  | DZP    | BHE | KPD |
| ------- | ---- | ---- | ---- | ------ | --- | --- |
| 1946    | 45,1 | 32,4 | 07,5 | 06,9   |     | 6,5 |
| 1948    | 36,5 | 31,8 | 15,5 | 010,02 |     | 6,2 |
| 11952 1 | 30,7 | 33,3 | 18,2 | 07,5   | 3,4 | 3,3 |
| 21956 2 | 38,1 | 41,6 | 11,5 | 03,0   | 2,7 |     |
| 1961    | 47,1 | 40,8 | 12,1 |        |     |     |
| 1964    | 46,2 | 45,5 | 08,3 |        |     |     |
| 1970    | 51,6 | 42,1 | 04,9 |        |     |     |

Fußnoten

#### Leverkusen
Hinweis
Die Stadt wurde am 1. Januar 1955 aus dem Rhein-Wupper-Kreis ausgegliedert.
| Jahr    | SPD  | CDU  | FDP  | BHE |
| ------- | ---- | ---- | ---- | --- |
| 11952 1 | 38,3 | 36,8 | 11,8 | 3,5 |
| 1956    | 49,0 | 38,4 | 08,6 | 3,7 |
| 1961    | 48,9 | 43,7 | 07,0 |     |
| 1964    | 52,8 | 41,4 | 05,8 |     |
| 1969    | 53,7 | 39,6 | 05,1 |     |

Fußnote

#### Lüdenscheid
Hinweis
Die Stadt wurde am 1. Januar 1969 in den neuen Landkreis Lüdenscheid eingegliedert.
| Jahr    | SPD  | CDU  | FDP  | BHE | FSU  | KPD |
| ------- | ---- | ---- | ---- | --- | ---- | --- |
| 1946    | 39,3 | 51,4 |      |     |      | 9,3 |
| 1948    | 39,6 | 39,3 | 08,3 |     | 10,3 | 5,5 |
| 1952    | 42,3 | 22,9 | 20,6 | 7,8 | 03,4 | 3,0 |
| 1956    | 50,1 | 28,6 | 17,4 | 3,9 |      |     |
| 11961 1 | 47,0 | 35,7 | 13,3 |     |      |     |
| 1964    | 51,0 | 37,6 | 11,4 |     |      |     |

Fußnote

#### Lünen
| Jahr    | SPD  | CDU  | FDP | KPD  |
| ------- | ---- | ---- | --- | ---- |
| 1946    | 45,9 | 39,0 |     | 14,2 |
| 11948 1 | 48,8 | 32,3 | 4,6 | 11,4 |
| 21952 2 | 49,4 | 40,8 |     | 06,7 |
| 31956 3 | 56,5 | 34,4 | 5,4 |      |
| 1961    | 53,1 | 38,7 | 8,2 |      |
| 41964 4 | 57,4 | 34,9 | 4,2 |      |
| 1969    | 55,1 | 39,2 | 4,4 |      |

Fußnoten

#### Mönchengladbach
Hinweis
Die Stadt hieß bis zum 10. Oktober 1960 offiziell M. Gladbach.
| Jahr    | CDU    | SPD  | FDP  | DZP  | BHE | KPD | RVP |
| ------- | ------ | ---- | ---- | ---- | --- | --- | --- |
| 11946 1 | 050,01 | 21,5 | 06,9 | 12,0 |     | 6,9 | 2,7 |
| 1948    | 38,5   | 22,9 | 09,5 | 21,8 |     | 4,5 | 2,8 |
| 21952 2 | 43,9   | 24,9 | 09,8 | 13,1 | 2,5 | 2,5 |     |
| 1956    | 50,6   | 33,5 | 06,8 | 06,2 | 2,9 |     |     |
| 1961    | 55,6   | 30,8 | 10,2 | 03,4 |     |     |     |
| 1964    | 55,2   | 37,8 | 07,0 |      |     |     |     |
| 1969    | 60,3   | 35,6 | 04,1 |      |     |     |     |

Fußnoten

#### Mülheim an der Ruhr
| Jahr    | SPD  | CDU  | FDP  | KPD  |
| ------- | ---- | ---- | ---- | ---- |
| 1946    | 37,2 | 39,1 | 12,8 | 10,1 |
| 11948 1 | 42,4 | 31,7 | 14,8 | 08,0 |
| 1952    | 46,9 | 27,2 | 20,0 | 05,9 |
| 1956    | 57,2 | 30,7 | 11,2 |      |
| 1961    | 52,2 | 35,2 | 10,9 |      |
| 1964    | 56,7 | 35,1 | 08,2 |      |
| 1969    | 54,0 | 35,6 | 09,0 |      |

Fußnote

#### Münster
| Jahr    | CDU  | SPD  | FDP    | DZP  | BHE | FWV | KPD |
| ------- | ---- | ---- | ------ | ---- | --- | --- | --- |
| 1946    | 43,3 | 24,7 | 05,4   | 22,3 |     |     | 4,3 |
| 1948    | 31,6 | 28,7 | 07,6   | 27,1 |     |     | 2,7 |
| 1952    | 38,2 | 24,8 | 10,3   | 12,4 | 5,3 | 7,8 | 1,3 |
| 11956 1 | 44,7 | 31,9 | 08,5   | 07,7 | 2,9 | 2,3 |     |
| 1961    | 51,6 | 26,7 | 15,0   | 02,8 | 2,0 |     |     |
| 1964    | 53,6 | 36,4 | 010,03 |      |     |     |     |
| 1969    | 52,8 | 41,1 | 06,1   |      |     |     |     |

Fußnote

#### Neuss
Hinweis
Die Stadt hieß bis 1968 offiziell Neuß.
| Jahr | CDU  | SPD  | FDP  | BHE | DZP | KPD   |
| ---- | ---- | ---- | ---- | --- | --- | ----- |
| 1946 | 55,2 | 28,0 | 02,0 |     | 5,2 | 9,5   |
| 1948 | 46,5 | 30,0 | 09,6 |     | 5,4 | 8,5   |
| 1952 | 41,8 | 30,7 | 12,7 | 5,6 | 4,2 | 04,98 |
| 1956 | 44,7 | 39,1 | 08,5 | 6,0 | 1,7 |       |
| 1961 | 55,0 | 31,2 | 08,5 | 5,3 |     |       |
| 1964 | 55,0 | 39,6 | 05,4 |     |     |       |
| 1969 | 56,8 | 38,9 | 04,3 |     |     |       |

#### Oberhausen
| Jahr    | SPD  | CDU  | FDP | DZP  | KPD    |
| ------- | ---- | ---- | --- | ---- | ------ |
| 1946    | 34,8 | 31,8 |     | 22,7 | 10,5   |
| 11948 1 | 29,2 | 28,4 | 5,2 | 26,3 | 08,2   |
| 1952    | 37,6 | 29,3 | 9,3 | 17,5 | 004,99 |
| 1956    | 49,4 | 33,8 | 5,2 | 08,4 |        |
| 21961 2 | 40,5 | 45,5 | 6,4 | 04,0 |        |
| 1964    | 54,8 | 40,9 | 4,3 |      |        |
| 1969    | 53,4 | 41,4 | 3,9 |      |        |

Fußnoten

#### Recklinghausen
| Jahr | SPD  | CDU  | FDP  | BHE | KPD  | DZP  |
| ---- | ---- | ---- | ---- | --- | ---- | ---- |
| 1946 | 33,2 | 41,9 | 01,2 |     | 17,1 | 06,6 |
| 1948 | 36,2 | 37,9 | 04,3 |     | 10,3 | 10,2 |
| 1952 | 36,3 | 33,9 | 14,5 | 3,7 | 06,7 | 04,9 |
| 1956 | 51,2 | 37,9 | 05,8 | 5,1 |      |      |
| 1961 | 48,3 | 39,6 | 09,8 |     |      |      |
| 1964 | 56,8 | 37,3 | 05,9 |     |      |      |
| 1969 | 53,4 | 40,3 | 06,3 |     |      |      |

#### Remscheid
| Jahr    | SPD  | CDU  | FDP  | KPD  | FSU | BHE | DZP |
| ------- | ---- | ---- | ---- | ---- | --- | --- | --- |
| 1946    | 27,9 | 26,6 | 20,3 | 21,7 |     |     | 3,3 |
| 1948    | 24,3 | 19,6 | 19,7 | 20,8 | 7,3 |     | 4,4 |
| 1952    | 28,5 | 23,6 | 21,3 | 14,4 | 7,0 | 5,2 |     |
| 1956    | 47,5 | 28,4 | 17,0 |      | 3,3 | 3,1 |     |
| 11961 1 | 38,4 | 37,5 | 19,1 |      |     |     |     |
| 21961 2 | 47,8 | 34,9 | 12,7 |      |     |     |     |
| 1969    | 48,1 | 41,0 | 07,7 | 03,1 |     |     |     |

Fußnoten

#### Rheydt
| Jahr    | CDU  | SPD  | FWG  | FDP  | UWG | DZP  | BHE | KPD |
| ------- | ---- | ---- | ---- | ---- | --- | ---- | --- | --- |
| 1946    | 44,5 | 21,8 |      | 09,7 |     | 14,9 |     | 8,6 |
| 1948    | 33,3 | 24,6 |      | 13,8 |     | 19,7 |     | 7,0 |
| 1952    | 34,5 | 26,9 |      | 17,5 |     | 12,9 | 2,6 | 4,1 |
| 11956 1 | 38,1 | 35,5 |      | 10,8 |     | 07,9 | 2,2 |     |
| 1961    | 48,4 | 34,3 |      | 12,1 | 5,2 |      |     |     |
| 1964    | 45,2 | 40,7 |      | 08,6 | 5,5 |      |     |     |
| 1969    | 44,8 | 29,7 | 16,6 | 05,8 | 3,1 |      |     |     |

Fußnote

#### Siegen
Hinweis
Die kreisfreie Stadt wurde am 1. Juli 1966 in den gleichnamigen Landkreis eingegliedert.
| Jahr    | CDU  | SPD  | FDP  | UWG | BHE | DRP  | DZP | KPD |
| ------- | ---- | ---- | ---- | --- | --- | ---- | --- | --- |
| 1946    | 44,3 | 34,1 | 14,4 |     |     |      |     | 7,2 |
| 1948    | 36,9 | 31,6 | 11,7 |     |     | 11,8 | 3,4 | 4,6 |
| 1952    | 33,9 | 26,5 | 14,2 |     | 5,5 | 15,6 | 2,2 | 2,1 |
| 11956 1 | 32,4 | 31,6 | 12,4 |     | 4,3 | 02,5 |     |     |
| 21961 2 | 39,5 | 36,4 | 10,7 | 7,5 | 3,5 |      |     |     |
| 1964    | 43,0 | 41,7 | 07,9 | 6,4 |     |      |     |     |

Fußnoten

#### Solingen
| Jahr    | SPD  | CDU  | FDP  | KPD  | UWG | FSU |
| ------- | ---- | ---- | ---- | ---- | --- | --- |
| 1946    | 28,1 | 28,7 | 18,7 | 22,9 |     |     |
| 1948    | 28,6 | 24,9 | 17,9 | 20,9 |     | 6,4 |
| 11952 1 | 32,3 | 23,6 | 22,5 | 13,3 |     | 6,1 |
| 1956    | 48,5 | 29,4 | 16,7 |      |     | 3,3 |
| 1961    | 39,8 | 38,3 | 16,1 |      | 5,8 |     |
| 21964 2 | 46,6 | 35,4 | 11,9 |      | 5,5 |     |
| 1969    | 47,1 | 39,5 | 09,8 | 03,6 |     |     |

Fußnoten

#### Viersen
Hinweis
Die Stadt wurde am 1. Januar 1970 in den Kreis Kempen-Krefeld eingegliedert.
| Jahr    | CDU  | SPD  | FDP      | BHE | DZP  | KPD |
| ------- | ---- | ---- | -------- | --- | ---- | --- |
| 11946 1 | 45,9 | 29,1 |          |     | 16,1 | 5,4 |
| 1948    | 34,9 | 32,9 | 0004,999 |     | 21,7 | 5,5 |
| 1952    | 32,4 | 33,2 | 12,1     | 3,6 | 15,5 | 3,2 |
| 1956    | 47,6 | 40,0 | 09,2     | 3,2 |      |     |
| 1961    | 57,7 | 32,0 | 10,3     |     |      |     |
| 1964    | 53,0 | 40,1 | 06,9     |     |      |     |

Fußnote

#### Wanne-Eickel
| Jahr    | SPD  | CDU  | BG  | FDP | KPD  |
| ------- | ---- | ---- | --- | --- | ---- |
| 1946    | 37,6 | 41,6 |     |     | 20,7 |
| 11948 1 | 45,9 | 35,7 |     |     | 15,3 |
| 21952 2 | 46,4 | 31,8 |     | 8,2 | 08,8 |
| 1956    | 58,5 | 34,1 |     | 7,1 |      |
| 11961 1 | 54,9 | 36,0 |     | 5,6 |      |
| 1964    | 63,5 | 32,3 |     | 4,2 |      |
| 1969    | 53,6 | 32,8 | 8,1 | 3,0 | 02,5 |

Fußnoten

#### Wattenscheid
| Jahr    | SPD  | CDU  | UWG  | FDP | BHE | KPD  |
| ------- | ---- | ---- | ---- | --- | --- | ---- |
| 1946    | 41,6 | 42,8 |      |     |     | 15,5 |
| 11948 1 | 49,7 | 35,6 |      |     |     | 12,0 |
| 1952    | 46,9 | 34,8 |      | 6,8 | 4,0 | 07,5 |
| 1956    | 59,1 | 34,6 |      | 6,1 |     |      |
| 1961    | 54,1 | 37,8 |      | 6,1 | 2,0 |      |
| 1964    | 60,3 | 35,6 |      | 4,1 |     |      |
| 1969    | 51,0 | 23,7 | 22,5 | 2,8 |     |      |

Fußnote

#### Witten
| Jahr | SPD  | CDU  | FDP  | BHE | KPD |
| ---- | ---- | ---- | ---- | --- | --- |
| 1946 | 49,2 | 37,0 |      |     | 9,9 |
| 1948 | 52,3 | 32,3 | 06,8 |     | 8,6 |
| 1952 | 52,0 | 25,6 | 11,9 | 5,8 | 4,7 |
| 1956 | 59,1 | 27,2 | 10,4 | 3,3 |     |
| 1961 | 58,2 | 31,7 | 10,1 |     |     |
| 1964 | 63,3 | 29,8 | 06,9 |     |     |
| 1970 | 60,8 | 32,0 | 05,1 |     |     |

#### Wuppertal
| Jahr    | SPD  | CDU  | FDP  | DZP | KPD  | FSU | DRP |
| ------- | ---- | ---- | ---- | --- | ---- | --- | --- |
| 1946    | 34,5 | 32,8 | 11,3 | 7,6 | 13,1 |     | 4,4 |
| 11948 1 | 29,4 | 21,3 | 17,1 | 8,4 | 10,9 | 6,8 | 5,8 |
| 21952 2 | 37,4 | 22,6 | 21,5 | 5,9 | 06,4 | 4,3 |     |
| 31956 3 | 48,5 | 31,0 | 12,2 | 3,7 |      |     |     |
| 1961    | 43,0 | 41,6 | 15,4 |     |      |     |     |
| 1964    | 50,4 | 39,3 | 09,0 |     |      |     |     |
| 1969    | 49,6 | 42,7 | 06,1 |     |      |     |     |

Fußnoten

### Landkreise
Hinweis
Ab dem 1. Oktober 1969 werden die Landkreise als Kreise bezeichnet. Das Feld der Partei, die bei der jeweiligen Wahl die meisten Stimmen erhalten hat, ist farblich gekennzeichnet.

#### Landkreis Aachen
Hinweis
Der Landkreis wurde nach dem Aachen-Gesetz am 1. Januar 1972 um Gemeinden des aufgelösten Landkreises Monschau vergrößert und verlor Gemeinden durch Eingemeindungen in die kreisfreie Stadt Aachen.
| Jahr    | CDU  | SPD  | FDP | DZP | KPD    |
| ------- | ---- | ---- | --- | --- | ------ |
| 1946    | 59,6 | 30,4 |     |     | 09,4   |
| 1948    | 45,6 | 40,1 |     | 4,1 | 010,02 |
| 11952 1 | 42,1 | 36,7 | 7,6 | 4,1 | 05,1   |
| 1956    | 43,9 | 44,3 | 7,6 | 2,8 |        |
| 1961    | 51,4 | 40,8 | 7,8 |     |        |
| 1964    | 48,2 | 45,4 | 6,4 |     |        |
| 1969    | 49,7 | 45,6 | 4,7 |     |        |
| 1972    | 48,7 | 45,7 | 4,5 |     |        |

Fußnote

#### Landkreis Ahaus
| Jahr | CDU  | SPD  | DZP  | FDP | BHE | KPD |
| ---- | ---- | ---- | ---- | --- | --- | --- |
| 1946 | 64,6 | 19,8 | 09,8 |     |     | 4,0 |
| 1948 | 40,8 | 23,6 | 33,2 |     |     | 2,4 |
| 1952 | 50,3 | 16,2 | 18,9 | 4,2 | 8,4 | 2,0 |
| 1956 | 53,0 | 19,3 | 17,8 | 3,3 | 6,6 |     |
| 1961 | 68,5 | 18,2 | 06,3 | 7,0 |     |     |
| 1964 | 65,3 | 22,1 | 06,5 | 6,1 |     |     |
| 1969 | 66,0 | 26,5 | 03,8 | 3,7 |     |     |

#### Landkreis Altena
Hinweis
Der Landkreis wurde am 1. Juli 1969 aufgelöst und zusammen mit der Stadt Lüdenscheid in den neuen Landkreis Lüdenscheid eingegliedert. Auf diesen Kreis beziehen sich die Angaben von 1969.
| Jahr    | SPD  | CDU  | FDP  | BHE | KPD |
| ------- | ---- | ---- | ---- | --- | --- |
| 1946    | 44,2 | 46,0 |      |     | 6,8 |
| 11948 1 | 44,2 | 41,7 | 02,1 |     | 5,6 |
| 21952 2 | 40,6 | 25,7 | 20,5 | 6,6 | 2,6 |
| 1956    | 47,9 | 28,4 | 18,0 | 2,4 |     |
| 1961    | 45,3 | 33,8 | 20,9 |     |     |
| 1964    | 49,0 | 34,0 | 15,7 |     |     |
| 31969 3 | 47,7 | 34,2 | 12,5 |     |     |

Fußnoten

#### Landkreis Arnsberg
| Jahr    | CDU  | SPD  | FDP | DZP  | KPD |
| ------- | ---- | ---- | --- | ---- | --- |
| 1946    | 56,1 | 30,4 |     | 10,3 | 3,0 |
| 1948    | 43,7 | 36,0 | 0,9 | 16,9 | 2,5 |
| 11952 1 | 44,8 | 29,1 | 8,8 | 13,0 |     |
| 1956    | 48,8 | 33,2 | 8,3 | 09,3 |     |
| 1961    | 56,0 | 29,9 | 8,6 | 05,3 |     |
| 1964    | 54,5 | 34,3 | 6,4 | 04,8 |     |
| 1969    | 56,1 | 37,3 | 5,9 |      |     |

Fußnote

#### Landkreis Beckum
| Jahr | CDU  | SPD  | FDP | BHE | DZP  | KPD |
| ---- | ---- | ---- | --- | --- | ---- | --- |
| 1946 | 56,2 | 29,5 |     |     | 07,5 | 6,6 |
| 1948 | 42,6 | 34,2 | 1,3 |     | 16,4 | 5,5 |
| 1952 | 44,8 | 29,5 | 5,5 | 8,5 | 08,9 | 2,8 |
| 1956 | 47,3 | 34,5 | 6,2 | 4,9 | 07,1 |     |
| 1961 | 51,8 | 34,0 | 5,7 | 4,3 | 04,2 |     |
| 1964 | 55,2 | 37,8 | 5,9 |     |      |     |
| 1969 | 57,6 | 38,7 | 3,7 |     |      |     |

#### Landkreis Bergheim (Erft)
| Jahr    | SPD  | CDU  | FDP      | KPD |
| ------- | ---- | ---- | -------- | --- |
| 1946    | 38,0 | 54,0 |          | 7,0 |
| 11948 1 | 48,2 | 42,3 |          | 5,8 |
| 1952    | 45,9 | 37,4 | 13,3     |     |
| 1956    | 51,7 | 38,0 | 10,2     |     |
| 1961    | 46,1 | 46,0 | 07,9     |     |
| 21964 2 | 49,4 | 41,4 | 06,1     |     |
| 1969    | 51,5 | 41,9 | 0005,002 |     |

Fußnoten

#### Landkreis Bielefeld
| Jahr | SPD  | CDU  | FDP  | BHE   | KPD |
| ---- | ---- | ---- | ---- | ----- | --- |
| 1946 | 55,1 | 34,0 | 04,3 |       |     |
| 1948 | 52,8 | 39,4 | 03,2 |       | 4,6 |
| 1952 | 51,1 | 36,1 |      | 09,98 | 2,3 |
| 1956 | 55,1 | 27,0 | 12,7 | 5,2   |     |
| 1961 | 53,3 | 35,2 | 11,5 |       |     |
| 1964 | 55,6 | 34,5 | 09,9 |       |     |
| 1970 |      |      |      |       |     |

#### Landkreis Bonn
Hinweis
Der Landkreis wurde am 1. August 1969 aufgelöst und zusammen mit dem Siegkreis in den neuen Rhein-Sieg-Kreis eingegliedert.
| Jahr    | CDU  | SPD  | FDP  | UWG | DZP | BHE |
| ------- | ---- | ---- | ---- | --- | --- | --- |
| 1946    | 64,6 | 24,2 | 03,7 |     | 4,7 |     |
| 11948 1 | 48,4 | 32,2 | 09,6 |     | 6,0 |     |
| 1952    | 47,9 | 25,6 | 14,1 |     | 4,8 | 4,9 |
| 1956    | 51,9 | 31,1 | 11,7 |     | 3,2 | 2,1 |
| 1961    | 57,1 | 25,4 | 12,0 | 4,3 |     |     |
| 1964    | 50,8 | 32,8 | 10,3 | 6,1 |     |     |

Fußnote

#### Landkreis Borken
| Jahr | CDU  | SPD  | UWG  | FDP  | DZP    | BHE |
| ---- | ---- | ---- | ---- | ---- | ------ | --- |
| 1946 | 66,3 | 17,7 |      |      | 14,1   |     |
| 1948 | 51,1 | 22,5 |      |      | 26,4   |     |
| 1952 | 53,3 | 12,4 |      | 05,6 | 24,2   | 3,5 |
| 1956 | 54,6 | 15,5 |      | 05,1 | 22,6   | 2,2 |
| 1961 | 64,6 | 15,0 |      | 10,4 | 010,03 |     |
| 1964 | 63,7 | 18,4 |      | 07,9 | 06,7   |     |
| 1969 | 61,8 | 21,9 | 13,9 |      |        |     |

#### Landkreis Brilon
| Jahr | CDU  | SPD  | DZP  | FDP | BHE |
| ---- | ---- | ---- | ---- | --- | --- |
| 1946 | 59,8 | 16,7 | 16,2 | 1,3 |     |
| 1948 | 45,0 | 19,1 | 27,7 | 6,6 |     |
| 1952 | 47,8 | 15,8 | 19,8 | 6,1 | 7,0 |
| 1956 | 53,1 | 19,7 | 16,7 | 5,1 | 5,3 |
| 1961 | 58,0 | 21,3 | 10,6 | 7,1 | 3,0 |
| 1964 | 57,9 | 25,5 | 09,3 | 6,4 |     |
| 1969 | 57,7 | 26,7 | 09,6 | 4,6 |     |

#### Landkreis Büren
| Jahr | CDU  | SPD  | DZP  | BHE  | FDP  |
| ---- | ---- | ---- | ---- | ---- | ---- |
| 1946 | 67,5 | 12,7 | 18,3 |      |      |
| 1948 | 42,7 | 15,1 | 28,8 |      | 11,6 |
| 1952 | 34,9 | 12,8 | 34,7 | 11,1 | 05,7 |
| 1956 | 50,2 | 15,6 | 21,8 | 09,7 | 02,7 |
| 1961 | 67,4 | 14,2 | 10,1 | 08,3 |      |
| 1964 | 67,2 | 19,4 | 13,4 |      |      |
| 1969 | 64,2 | 23,5 | 12,3 |      |      |

#### Landkreis Coesfeld
| Jahr    | CDU  | SPD  | DZP  | FDP | BHE |
| ------- | ---- | ---- | ---- | --- | --- |
| 11946 1 | 48,0 | 15,2 | 33,7 |     |     |
| 1948    | 36,5 | 21,6 | 40,8 |     |     |
| 1952    | 47,1 | 13,7 | 26,7 | 3,8 | 8,4 |
| 1956    | 49,5 | 17,5 | 23,5 | 3,4 | 6,1 |
| 1961    | 58,9 | 15,3 | 16,7 | 3,2 | 4,9 |
| 1964    | 62,6 | 19,5 | 12,4 | 5,5 |     |
| 1969    | 60,1 | 25,8 | 09,0 | 5,1 |     |

Fußnote

#### Landkreis Detmold
Hinweis
Der Kreis wurde am 1. Januar 1973 aufgelöst und zusammen mit dem Kreis Lemgo in den neuen Kreis Lippe eingegliedert. Auf diesen Kreis beziehen sich die Angaben von 1973.
| Jahr | SPD  | CDU  | FDP  | BHE  | KPD |
| ---- | ---- | ---- | ---- | ---- | --- |
| 1946 | 41,2 | 49,6 | 03,4 |      | 5,6 |
| 1948 | 39,7 | 44,1 | 11,1 |      | 5,1 |
| 1952 | 41,5 | 25,7 | 17,9 | 12,4 |     |
| 1956 | 50,4 | 20,6 | 21,0 | 07,3 |     |
| 1961 | 47,1 | 27,5 | 18,9 | 06,5 |     |
| 1964 | 51,0 | 28,6 | 17,2 | 03,2 |     |
| 1970 | 51,0 | 39,1 | 09,9 |      |     |
| 1973 | 48,7 | 39,9 | 11,4 |      |     |

#### Landkreis Dinslaken
| Jahr | SPD  | CDU  | FDP  | DZP  | KPD  |
| ---- | ---- | ---- | ---- | ---- | ---- |
| 1946 | 35,7 | 38,3 | 03,9 | 11,1 | 11,0 |
| 1948 | 37,0 | 27,3 | 11,9 | 14,8 | 09,0 |
| 1952 | 44,1 | 24,2 | 13,1 | 11,5 | 07,1 |
| 1956 | 56,7 | 31,8 | 09,8 |      |      |
| 1961 | 53,3 | 38,2 | 08,5 |      |      |
| 1964 | 54,2 | 35,4 | 07,6 |      |      |
| 1969 | 55,4 | 35,8 | 07,8 |      |      |

#### Landkreis Düren
Hinweis
Der Kreis wurde am 1. Januar 1972 im Wesentlichen um Gemeinden des Kreises Jülich vergrößert.
| Jahr    | CDU  | SPD  | FDP  | DZP   | KPD |
| ------- | ---- | ---- | ---- | ----- | --- |
| 1946    | 63,6 | 28,5 |      |       | 6,1 |
| 11948 1 | 48,0 | 37,1 |      |       | 4,9 |
| 1952    | 49,3 | 34,9 | 06,4 | 04,98 | 3,0 |
| 1956    | 50,3 | 40,5 | 05,1 | 3,0   |     |
| 1961    | 55,0 | 34,7 | 10,3 |       |     |
| 1964    | 51,7 | 40,1 | 08,2 |       |     |
| 1969    | 54,6 | 40,2 | 04,9 |       |     |
| 1972    | 53,9 | 41,5 | 04,2 |       |     |

Fußnote

#### Landkreis Düsseldorf-Mettmann
| Jahr    | SPD  | CDU  | FDP  | BHE | DZP | KPD  |
| ------- | ---- | ---- | ---- | --- | --- | ---- |
| 1946    | 32,0 | 44,3 | 07,6 |     | 4,2 | 11,9 |
| 1948    | 34,7 | 33,5 | 11,8 |     | 8,3 | 11,4 |
| 11952 1 | 34,3 | 29,2 | 15,2 | 3,8 | 5,7 | 06,7 |
| 1956    | 46,5 | 32,8 | 12,5 | 4,0 | 3,3 |      |
| 1961    | 42,9 | 41,8 | 13,5 |     |     |      |
| 1964    | 49,1 | 40,5 | 09,6 |     |     |      |
| 1969    | 46,8 | 44,8 | 07,1 |     |     |      |

Fußnote

#### Ennepe-Ruhr-Kreis
| Jahr    | SPD  | CDU  | FDP  | KPD  |
| ------- | ---- | ---- | ---- | ---- |
| 1946    | 42,1 | 28,0 | 17,1 | 12,8 |
| 1948    | 41,4 | 24,4 | 20,6 | 12,2 |
| 1952    | 46,0 | 22,3 | 21,7 | 06,9 |
| 11956 1 | 55,3 | 25,4 | 17,1 |      |
| 1961    | 52,4 | 31,2 | 14,7 |      |
| 1964    | 57,2 | 31,2 | 11,6 |      |
| 1970    | 54,9 | 36,8 | 08,3 |      |

Fußnote

#### Landkreis Erkelenz
| Jahr | CDU  | SPD  | FDP  | UWG | DZP   | BHE | KPD   |
| ---- | ---- | ---- | ---- | --- | ----- | --- | ----- |
| 1946 | 74,9 | 19,7 |      |     |       |     | 4,0   |
| 1948 | 60,7 | 22,6 | 01,9 |     | 03,93 |     | 03,90 |
| 1952 | 64,7 | 20,1 |      |     | 7,4   | 3,9 |       |
| 1956 | 54,4 | 26,9 | 09,8 |     | 5,7   | 2,6 |       |
| 1961 | 59,2 | 25,7 | 14,4 |     |       |     |       |
| 1964 | 51,1 | 30,3 | 11,4 | 6,9 |       |     |       |
| 1969 | 55,3 | 31,0 | 07,4 | 6,3 |       |     |       |

Bei der Wahl im Jahr 1948 erreichten unabhängige Kandidaten 7,0 % der gültigen Stimmen.

#### Landkreis Euskirchen
Hinweis
Der Kreis wurde am 1. Januar 1972 im Wesentlichen um Gemeinden des Kreises Schleiden vergrößert.
| Jahr    | CDU  | SPD  | FDP  | RVP | DZP | KPD |
| ------- | ---- | ---- | ---- | --- | --- | --- |
| 1946    | 67,8 | 24,6 |      |     |     | 4,4 |
| 1948    | 46,1 | 34,4 |      | 9,5 | 4,0 | 3,7 |
| 1952    | 47,7 | 29,0 | 16,2 | 2,5 | 2,0 |     |
| 11956 1 | 48,8 | 31,7 | 13,7 |     |     |     |
| 21961 2 | 51,2 | 29,7 | 15,1 |     |     |     |
| 1964    | 49,8 | 36,3 | 13,3 |     |     |     |
| 1969    | 48,0 | 37,0 | 11,4 |     |     |     |
| 31972 3 | 57,0 | 31,5 | 08,7 |     |     |     |

Fußnoten

#### Landkreis Geilenkirchen-Heinsberg
Hinweis
Der Landkreis wurde 1951 in Selfkantkreis Geilenkirchen-Heinsberg umbenannt. Die Kreiswahlergebnisse von 1946 und 1948 befinden sich dort.

#### Landkreis Geldern
| Jahr    | CDU  | SPD  | FDP | DZP  | KPD |
| ------- | ---- | ---- | --- | ---- | --- |
| 1946    | 76,6 | 17,9 |     |      | 2,4 |
| 1948    | 52,5 | 20,5 | 1,2 | 22,3 | 2,4 |
| 1952    | 54,8 | 17,5 | 9,8 | 14,7 |     |
| 1956    | 59,9 | 20,7 | 8,9 | 10,2 |     |
| 11961 1 | 68,0 | 17,7 | 7,8 |      |     |
| 1964    | 67,9 | 22,6 | 7,9 |      |     |
| 1969    | 67,7 | 25,6 | 5,6 |      |     |

Fußnote

#### Landkreis Grevenbroich
| Jahr | CDU  | SPD  | FDP  | DZP  | BHE | KPD |
| ---- | ---- | ---- | ---- | ---- | --- | --- |
| 1946 | 55,9 | 27,7 |      | 10,5 |     | 5,3 |
| 1948 | 44,4 | 36,2 |      | 14,0 |     | 5,4 |
| 1952 | 43,5 | 27,2 | 10,7 | 08,5 | 7,2 | 2,9 |
| 1956 | 47,1 | 32,9 | 08,6 | 06,1 | 4,4 |     |
| 1961 | 54,6 | 29,0 | 08,3 | 04,5 | 2,3 |     |
| 1964 | 51,0 | 36,0 | 09,6 |      |     |     |
| 1970 | 56,5 | 36,1 | 05,4 | 02,2 |     |     |

#### Kreis Gütersloh
Hinweis
Der Kreis wurde am 1. Januar 1973 im Wesentlichen aus den bisherigen Kreisen Halle (Westfalen) und Wiedenbrück neu gebildet. Das Kreiswahlergebnis von 1973 befindet sich beim Landkreis Wiedenbrück. Siehe dort!

#### Landkreis Halle (Westfalen)
Hinweis
Der Kreis wurde am 1. Januar 1973 aufgelöst und zusammen mit dem Kreis Wiedenbrück in den neuen Kreis Gütersloh eingegliedert.
| Jahr    | CDU  | SPD  | FDP  | BHE |
| ------- | ---- | ---- | ---- | --- |
| 11946 1 | 46,9 | 40,0 | 06,6 |     |
| 1948    | 40,6 | 45,3 | 12,2 |     |
| 1952    | 29,6 | 40,7 | 19,7 | 6,5 |
| 1956    | 31,0 | 44,9 | 17,6 | 6,5 |
| 1961    | 33,9 | 43,0 | 16,9 | 6,2 |
| 1964    | 34,5 | 45,5 | 16,7 | 3,3 |
| 11969 1 | 43,6 | 41,7 | 11,3 |     |

Fußnoten

#### Kreis Heinsberg
Hinweis
Der Kreis wurde am 1. Januar 1972 im Wesentlichen aus den bisherigen Kreisen Erkelenz und Selfkantkreis Geilenkirchen-Heinsberg gebildet. Das Kreiswahlergebnis von 1972 befindet sich beim Selfkantkreis Geilenkirchen-Heinsberg. Siehe dort!

#### Landkreis Herford
| Jahr    | SPD  | CDU  | FDP  | KPD |
| ------- | ---- | ---- | ---- | --- |
| 1946    | 53,8 | 39,0 |      | 6,1 |
| 1948    | 53,4 | 36,9 | 04,0 | 5,7 |
| 1952    | 53,9 | 28,4 | 13,8 |     |
| 11956 1 | 57,2 | 28,0 | 12,0 |     |
| 1961    | 55,0 | 33,7 | 11,3 |     |
| 1964    | 56,3 | 32,2 | 11,5 |     |
| 21969 2 | 51,7 | 33,7 | 09,0 |     |
| 1973    | 51,0 | 40,1 | 09,0 |     |

Fußnoten

#### Landkreis Höxter
| Jahr    | CDU  | SPD  | DZP  | FDP  | BHE |
| ------- | ---- | ---- | ---- | ---- | --- |
| 11946 1 | 58,8 | 17,5 | 19,8 |      |     |
| 1948    | 41,9 | 24,6 | 24,4 | 07,2 |     |
| 1952    | 40,6 | 20,1 | 18,5 | 09,5 | 9,8 |
| 1956    | 47,2 | 23,0 | 15,0 | 10,2 | 4,6 |
| 1961    | 52,4 | 19,8 | 13,8 | 07,5 | 5,9 |
| 1964    | 54,8 | 24,9 | 11,6 | 08,7 |     |
| 1970    | 58,2 | 25,9 | 10,8 | 05,1 |     |

Fußnote

#### Landkreis Iserlohn
| Jahr | SPD  | CDU  | FDP  | DZP  | BHE | KPD |
| ---- | ---- | ---- | ---- | ---- | --- | --- |
| 1946 | 41,1 | 40,5 | 02,7 | 09,7 |     | 6,0 |
| 1948 | 41,3 | 34,0 | 04,3 | 13,8 |     | 5,9 |
| 1952 | 37,7 | 28,7 | 13,5 | 10,9 | 4,1 | 3,6 |
| 1956 | 43,5 | 33,3 | 10,8 | 08,2 | 3,8 |     |
| 1961 | 42,0 | 44,1 | 11,5 |      |     |     |
| 1964 | 46,5 | 43,7 | 08,2 |      |     |     |
| 1969 | 47,6 | 46,3 | 04,7 |      |     |     |

#### Landkreis Jülich
| Jahr    | CDU  | SPD  | FDP  | DUWG | DZP | KPD |
| ------- | ---- | ---- | ---- | ---- | --- | --- |
| 1946    | 65,6 | 25,4 |      |      |     | 6,0 |
| 1948    | 52,1 | 37,8 |      |      | 4,1 | 4,4 |
| 11952 1 | 48,7 | 32,2 | 11,9 |      | 4,5 | 2,3 |
| 1956    | 51,6 | 35,4 | 07,4 |      | 5,6 |     |
| 1961    | 56,8 | 30,6 | 08,1 | 4,5  |     |     |
| 1964    | 51,8 | 36,7 | 06,7 | 4,8  |     |     |
| 1969    | 54,7 | 39,7 | 05,6 |      |     |     |

Fußnote

#### Landkreis Kempen-Krefeld
| Jahr | CDU  | SPD  | UWG | FDP  | DZP  | BHE | KPD |
| ---- | ---- | ---- | --- | ---- | ---- | --- | --- |
| 1946 | 52,3 | 26,5 |     | 01,3 | 12,7 |     | 6,2 |
| 1948 | 40,6 | 29,7 |     | 05,6 | 19,3 |     | 4,8 |
| 1952 | 37,7 | 27,6 |     | 14,8 | 12,9 | 4,2 | 2,8 |
| 1956 | 42,6 | 32,8 |     | 11,8 | 09,7 | 3,1 |     |
| 1961 | 56,0 | 29,6 |     | 10,8 | 03,6 |     |     |
| 1964 | 52,3 | 34,0 | 4,2 | 09,5 |      |     |     |
| 1970 | 54,4 | 32,9 | 7,1 | 05,6 |      |     |     |

#### Landkreis Kleve
| Jahr | CDU  | SPD  | FDP    | DZP | KPD |
| ---- | ---- | ---- | ------ | --- | --- |
| 1946 | 75,3 | 19,8 |        |     | 4,2 |
| 1948 | 62,5 | 25,2 |        | 4,6 | 3,3 |
| 1952 | 57,4 | 24,2 | 009,97 | 6,5 |     |
| 1956 | 57,8 | 27,6 | 08,5   | 4,8 |     |
| 1961 | 66,7 | 22,5 | 10,1   |     |     |
| 1964 | 63,5 | 28,0 | 08,3   |     |     |
| 1969 | 64,8 | 29,7 | 05,5   |     |     |

Bei der Wahl im Jahr 1948 erreichten unabhängige Kandidaten 4,4 % der gültigen Stimmen.

#### Landkreis Köln
| Jahr | SPD  | CDU  | FDP | BHE | KPD   |
| ---- | ---- | ---- | --- | --- | ----- |
| 1946 | 34,6 | 55,4 |     |     | 09,98 |
| 1948 | 42,5 | 42,6 | 4,1 |     | 9,4   |
| 1952 | 39,9 | 41,4 | 9,9 | 3,8 | 04,96 |
| 1956 | 45,3 | 52,5 | 6,6 | 4,0 |       |
| 1961 | 39,3 | 50,9 | 9,8 |     |       |
| 1964 | 43,9 | 48,7 | 7,4 |     |       |
| 1969 | 46,6 | 45,3 | 7,9 |     |       |

#### Landkreis Lemgo
Hinweis
Der Kreis wurde am 1. Januar 1973 aufgelöst und zusammen mit dem Kreis Detmold in den neuen Kreis Lippe eingegliedert.
| Jahr    | SPD  | CDU  | FDP  | BHE  | KPD |
| ------- | ---- | ---- | ---- | ---- | --- |
| 1946    | 48,6 | 40,7 | 04,9 |      | 5,8 |
| 1948    | 45,9 | 34,8 | 15,1 |      | 5,1 |
| 1952    | 46,9 | 18,6 | 21,4 | 10,5 |     |
| 1956    | 55,3 | 19,0 | 18,4 | 06,2 |     |
| 1961    | 53,3 | 26,3 | 17,1 | 03,3 |     |
| 1964    | 56,3 | 27,7 | 16,0 |      |     |
| 11969 1 | 50,9 | 35,9 | 08,7 |      |     |

Fußnote

#### Kreis Lippe
Hinweis
Der Kreis wurde am 1. Januar 1973 im Wesentlichen aus den bisherigen Kreisen Detmold und Lemgo neu gebildet. Das Kreiswahlergebnis von 1973 befindet sich beim Landkreis Detmold. Siehe dort!

#### Landkreis Lippstadt
| Jahr | CDU  | SPD  | FDP  | DZP  | BHE | KPD |
| ---- | ---- | ---- | ---- | ---- | --- | --- |
| 1946 | 65,3 | 23,6 |      | 06,3 |     | 4,5 |
| 1948 | 42,0 | 27,2 | 14,2 | 12,5 |     | 2,7 |
| 1952 | 43,7 | 25,6 | 11,2 | 09,7 | 8,2 |     |
| 1956 | 47,3 | 30,5 | 05,9 | 06,8 | 9,5 |     |
| 1961 | 52,6 | 30,5 | 05,2 | 04,6 | 7,1 |     |
| 1964 | 48,2 | 38,4 | 05,4 | 03,6 | 4,4 |     |
| 1969 | 52,4 | 41,1 | 04,0 | 02,5 |     |     |

#### Landkreis Lübbecke
Hinweis
Der Kreis wurde am 1. Januar 1973 aufgelöst und zusammen mit dem Kreis Minden in den neuen Kreis Minden-Lübbecke eingegliedert.
| Jahr    | SPD  | CDU  | FDP  | BHE |
| ------- | ---- | ---- | ---- | --- |
| 1946    | 36,7 | 61,5 |      |     |
| 11948 1 | 42,1 | 50,3 | 03,8 |     |
| 1952    | 40,0 | 31,8 | 22,8 | 3,2 |
| 1956    | 42,1 | 35,0 | 18,3 | 4,1 |
| 1961    | 41,8 | 36,1 | 18,3 | 3,3 |
| 1964    | 46,7 | 36,3 | 17,0 |     |
| 21969 2 | 44,7 | 40,7 | 09,6 |     |

Fußnoten

#### Landkreis Lüdenscheid
Hinweis
Der Landkreis wurde am 1. Juli 1969 aus dem bisherigen Landkreis Altena und der bisher kreisfreien Stadt Lüdenscheid neu gebildet. Das Kreiswahlergebnis von 1969 befindet sich beim Landkreis Altena. Siehe dort!

#### Landkreis Lüdinghausen
| Jahr    | CDU  | SPD  | FDP | DZP | KPD |
| ------- | ---- | ---- | --- | --- | --- |
| 1946    | 65,7 | 24,8 |     | 2,1 | 6,5 |
| 1948    | 52,4 | 34,0 |     | 8,4 | 5,2 |
| 11952 1 | 54,7 | 27,2 | 4,4 | 7,8 | 3,4 |
| 1956    | 54,5 | 33,7 | 4,9 | 5,5 |     |
| 1961    | 62,2 | 31,4 | 6,4 |     |     |
| 1964    | 60,3 | 34,8 | 4,9 |     |     |
| 1969    | 59,6 | 37,2 | 3,2 |     |     |

Fußnote

#### Landkreis Meschede
| Jahr | CDU  | SPD  | FDP  | DZP  | KPD |
| ---- | ---- | ---- | ---- | ---- | --- |
| 1946 | 75,6 | 21,6 |      |      | 2,8 |
| 1948 | 57,2 | 23,8 | 00,8 | 11,5 | 2,9 |
| 1952 | 59,9 | 23,4 | 11,1 | 04,0 |     |
| 1956 | 63,1 | 24,6 | 12,3 |      |     |
| 1961 | 67,2 | 21,8 | 11,0 |      |     |
| 1964 | 65,6 | 25,6 | 07,8 |      |     |
| 1969 | 62,0 | 30,1 | 06,9 |      |     |

Bei der Wahl im Jahr 1948 erreichten unabhängige Kandidaten 3,8 % der gültigen Stimmen.

#### Landkreis Minden
Hinweis
Der Kreis wurde am 1. Januar 1973 aufgelöst und zusammen mit dem Kreis Lübbecke in den neuen Kreis Minden-Lübbecke eingegliedert. Auf diesen Kreis beziehen sich die Angaben von 1973.
| Jahr | SPD  | CDU  | FDP  | BHE | KPD |
| ---- | ---- | ---- | ---- | --- | --- |
| 1946 | 45,9 | 46,6 | 01,1 |     | 6,4 |
| 1948 | 47,2 | 42,4 | 04,2 |     | 6,2 |
| 1952 | 42,9 | 27,8 | 17,2 | 8,7 | 3,1 |
| 1956 | 49,4 | 26,5 | 18,3 | 5,2 |     |
| 1961 | 47,9 | 30,1 | 17,8 | 3,8 |     |
| 1964 | 51,4 | 31,0 | 17,6 |     |     |
| 1969 | 49,9 | 36,1 | 14,0 |     |     |
| 1973 | 46,8 | 40,5 | 12,7 |     |     |

#### Kreis Minden-Lübbecke
Hinweis
Der Kreis wurde am 1. Januar 1973 im Wesentlichen aus den bisherigen Kreisen Lübbecke und Minden neu gebildet. Das Kreiswahlergebnis von 1973 befindet sich beim Landkreis Minden. Siehe dort!

#### Landkreis Moers
| Jahr    | SPD  | CDU  | FDP  | DZP | KPD |
| ------- | ---- | ---- | ---- | --- | --- |
| 1946    | 42,2 | 43,4 | 03,5 | 1,9 | 8,9 |
| 1948    | 41,3 | 40,8 | 02,1 | 6,5 | 7,5 |
| 11952 1 | 42,9 | 32,9 | 10,9 | 5,3 | 4,0 |
| 21956 2 | 51,1 | 35,5 | 08,3 | 2,5 |     |
| 1961    | 48,6 | 42,2 | 08,1 |     |     |
| 1964    | 54,4 | 38,8 | 06,8 |     |     |
| 1969    | 52,7 | 41,3 | 06,0 |     |     |

Fußnoten

#### Landkreis Monschau
| Jahr    | CDU  | SPD  | FDP  | FUWV | DZP  |
| ------- | ---- | ---- | ---- | ---- | ---- |
| 1946    | 69,8 | 07,0 |      |      | 13,6 |
| 1948    | 65,1 | 16,4 |      |      | 14,7 |
| 11952 1 | 63,4 | 08,2 | 09,0 |      | 17,4 |
| 1956    | 61,6 | 10,9 | 11,3 |      | 14,9 |
| 1961    | 64,7 | 11,6 | 06,1 | 9,0  | 08,7 |
| 1964    | 60,7 | 19,5 | 08,1 | 8,2  | 03,5 |
| 1969    | 62,3 | 22,5 | 11,2 | 4,0  |      |

Bei der Wahl im Jahr 1946 erreichten unabhängige Kandidaten 9,7 % der gültigen Stimmen. 1948 waren es 3,8 % und 1952 2,1 %.
Fußnote

#### Landkreis Münster
| Jahr | CDU  | SPD  | DZP  | FDP | BHE |
| ---- | ---- | ---- | ---- | --- | --- |
| 1946 | 46,9 | 16,2 | 30,5 | 4,6 |     |
| 1948 | 36,5 | 18,6 | 40,3 | 3,3 |     |
| 1952 | 40,3 | 19,4 | 24,1 | 7,5 | 8,0 |
| 1956 | 45,1 | 21,9 | 22,5 | 5,7 | 4,8 |
| 1961 | 53,5 | 20,3 | 16,3 | 6,7 | 2,9 |
| 1964 | 54,2 | 24,9 | 14,4 | 6,5 |     |
| 1969 | 59,1 | 29,5 | 05,9 | 5,5 |     |

#### Oberbergischer Kreis
| Jahr    | SPD  | CDU  | FDP  | BHE | DZP | KPD |
| ------- | ---- | ---- | ---- | --- | --- | --- |
| 1946    | 34,9 | 51,9 | 08,9 |     |     | 4,2 |
| 1948    | 39,7 | 32,0 | 18,4 |     | 5,8 | 3,9 |
| 11952 1 | 36,9 | 26,0 | 19,3 | 4,6 | 4,5 |     |
| 1956    | 38,5 | 32,5 | 19,6 | 5,8 | 2,1 |     |
| 1961    | 34,2 | 37,4 | 19,8 | 6,4 |     |     |
| 1964    | 40,1 | 38,6 | 18,5 |     |     |     |
| 1969    | 43,4 | 40,8 | 14,0 |     |     |     |

Fußnote

#### Landkreis Olpe
| Jahr    | CDU  | SPD  | FDP | DZP  |
| ------- | ---- | ---- | --- | ---- |
| 11946 1 | 65,4 | 24,1 |     | 06,7 |
| 1948    | 52,0 | 23,5 | 3,5 | 19,1 |
| 1952    | 52,8 | 22,3 | 9,6 | 13,8 |
| 1956    | 57,5 | 24,9 | 7,2 | 10,4 |
| 1961    | 67,1 | 22,6 | 5,3 | 04,9 |
| 1964    | 62,3 | 27,2 | 4,1 | 04,7 |
| 1969    | 67,6 | 29,5 | 2,9 |      |

Fußnote

#### Landkreis Paderborn
| Jahr    | CDU  | SPD  | FDP  | DZP  |
| ------- | ---- | ---- | ---- | ---- |
| 11946 1 | 56,7 | 15,7 |      | 25,2 |
| 1948    | 46,0 | 19,7 | 04,3 | 28,6 |
| 1952    | 42,6 | 19,0 | 10,4 | 25,0 |
| 1956    | 50,1 | 22,2 | 09,0 | 18,4 |
| 1961    | 66,1 | 20,8 | 06,8 | 06,3 |
| 21964 2 | 62,0 | 25,1 | 07,4 |      |
| 1970    |      |      |      |      |

Fußnoten

#### Landkreis Recklinghausen
| Jahr | SPD  | CDU  | FDP | DZP  | BHE | KPD  |
| ---- | ---- | ---- | --- | ---- | --- | ---- |
| 1946 | 34,5 | 44,7 |     | 06,9 |     | 13,3 |
| 1948 | 37,3 | 40,2 | 0,2 | 12,1 |     | 10,2 |
| 1952 | 38,4 | 36,4 | 8,2 | 08,1 | 2,8 | 06,1 |
| 1956 | 47,8 | 39,0 | 4,2 | 06,0 | 3,0 |      |
| 1961 | 43,6 | 46,6 | 5,1 | 02,8 | 1,9 |      |
| 1964 | 47,8 | 44,2 | 5,5 | 02,2 |     |      |
| 1969 | 50,5 | 42,7 | 4,6 |      |     |      |

#### Landkreis Rees
| Jahr | CDU  | SPD  | FDP  | DZP  | KPD |
| ---- | ---- | ---- | ---- | ---- | --- |
| 1946 | 59,5 | 20,0 |      | 11,1 | 5,4 |
| 1948 | 48,5 | 26,4 | 04,2 | 18,0 | 2,9 |
| 1952 | 43,6 | 24,6 | 15,6 | 14,0 | 2,2 |
| 1956 | 43,4 | 31,4 | 16,5 | 08,2 |     |
| 1961 | 49,4 | 32,4 | 15,3 | 02,9 |     |
| 1964 | 48,6 | 37,4 | 14,0 |      |     |
| 1969 | 50,4 | 37,9 | 11,7 |      |     |

#### Rheinisch-Bergischer Kreis
| Jahr | CDU  | SPD  | FDP  | BHE   | DZP | KPD |
| ---- | ---- | ---- | ---- | ----- | --- | --- |
| 1946 | 66,6 | 24,8 | 01,6 |       |     | 5,7 |
| 1948 | 53,1 | 31,9 | 03,7 |       | 6,1 | 5,2 |
| 1952 | 46,7 | 28,8 | 13,6 | 04,99 | 3,4 | 2,5 |
| 1956 | 47,4 | 35,5 | 10,8 | 4,5   |     |     |
| 1961 | 54,0 | 29,1 | 12,1 | 2,9   |     |     |
| 1964 | 52,2 | 37,3 | 09,6 | 1,3   |     |     |
| 1969 | 49,5 | 43,1 | 07,4 |       |     |     |

#### Rhein-Sieg-Kreis
Hinweis
Der Kreis wurde am 1. August 1969 im Wesentlichen aus den bisherigen Landkreisen Bonn und Siegkreis neu gebildet. Das Kreiswahlergebnis von 1969 befindet sich beim Siegkreis. Siehe dort!

#### Rhein-Wupper-Kreis
| Jahr | SPD  | CDU  | FDP  | BHE | KPD  | FSU |
| ---- | ---- | ---- | ---- | --- | ---- | --- |
| 1946 | 25,1 | 47,5 | 14,4 |     | 11,9 |     |
| 1948 | 28,4 | 36,3 | 18,0 |     | 10,4 | 5,1 |
| 1952 | 31,0 | 34,8 | 16,0 | 7,6 | 05,9 | 4,6 |
| 1956 | 38,5 | 38,6 | 13,4 | 7,4 |      |     |
| 1961 | 36,0 | 44,5 | 12,2 | 5,6 |      |     |
| 1964 | 44,1 | 42,4 | 11,2 | 1,5 |      |     |
| 1969 | 46,4 | 44,7 | 07,9 |     |      |     |

#### Landkreis Schleiden
| Jahr | CDU  | SPD  | FDP  | UWV  | DZP |
| ---- | ---- | ---- | ---- | ---- | --- |
| 1946 | 85,5 | 12,1 |      |      |     |
| 1948 | 65,4 | 25,7 |      |      | 0,1 |
| 1952 | 56,0 | 14,2 | 19,3 |      | 4,2 |
| 1956 | 64,3 | 10,7 | 17,7 |      | 6,4 |
| 1961 | 66,7 | 10,8 | 14,5 | 05,6 | 2,4 |
| 1964 | 60,4 | 15,4 | 13,6 | 10,5 |     |
| 1969 | 56,1 | 20,6 | 11,8 | 08,2 | 3,3 |

Bei der Wahl im Jahr 1948 erreichten unabhängige Kandidaten 8,3 % der gültigen Stimmen. 1952 waren 5,8 %.

#### Selfkantkreis Geilenkirchen-Heinsberg
Hinweise
Der Kreis erhielt seinen Namen 1951 durch Umbenennung des Landkreises Geilenkirchen-Heinsberg. Am 1. Januar 1972 bildete er zusammen mit dem aufgelösten Kreis Erkelenz den neuen Kreis Heinsberg. Die Kreiswahlergebnisse 1946 und 1948 des Landkreises Geilenkirchen-Heinsberg sowie 1972 des Kreises Heinsberg werden hier aufgelistet.
| Jahr    | CDU  | SPD  | UWG  | FDP | DZP | KPD |
| ------- | ---- | ---- | ---- | --- | --- | --- |
| 1946    | 77,1 | 16,5 |      |     |     | 3,7 |
| 1948    | 62,8 | 21,0 |      | 1,6 | 2,2 | 4,8 |
| 11952 1 | 58,8 | 21,7 |      | 5,7 |     | 2,6 |
| 21956 2 | 56,3 | 24,5 |      | 5,9 | 3,4 |     |
| 1961    | 58,5 | 22,6 | 11,1 | 7,7 |     |     |
| 1964    | 55,5 | 27,0 | 11,2 | 6,3 |     |     |
| 1969    | 61,0 | 29,1 | 06,2 | 3,7 |     |     |
| 31972 3 | 60,2 | 32,7 | 04,1 | 4,1 |     |     |

Bei der Wahl im Jahr 1948 erreichten unabhängige Kandidaten 7,6 % der gültigen Stimmen.
Fußnoten

#### Landkreis Siegen
| Jahr    | SPD  | CDU  | FDP  | BHE | DRP | KPD |
| ------- | ---- | ---- | ---- | --- | --- | --- |
| 1946    | 30,0 | 59,5 | 05,4 |     |     | 5,1 |
| 11948 1 | 35,6 | 42,0 | 08,8 |     | 7,2 | 4,0 |
| 1952    | 29,3 | 34,4 | 17,1 | 9,6 | 6,6 | 2,3 |
| 21956 2 | 34,1 | 32,6 | 16,5 | 7,2 |     |     |
| 1961    | 39,8 | 38,2 | 14,8 | 6,3 |     |     |
| 31964 3 | 46,6 | 36,6 | 12,2 |     |     |     |
| 1969    | 49,7 | 43,5 | 06,8 |     |     |     |

Fußnoten

#### Siegkreis
Hinweis
Der Landkreis wurde am 1. August 1969 aufgelöst und zusammen mit dem Landkreis Bonn in den neuen Rhein-Sieg-Kreis eingegliedert. Auf diesen Kreis beziehen sich die Angaben von 1969.
| Jahr | CDU  | SPD  | FDP    | DZP  | BHE | KPD |
| ---- | ---- | ---- | ------ | ---- | --- | --- |
| 1946 | 42,8 | 17,0 | 08,2   | 27,5 |     | 4,3 |
| 1948 | 30,1 | 25,2 | 11,3   | 28,1 |     | 4,2 |
| 1952 | 32,8 | 23,5 | 13,8   | 21,2 | 6,8 |     |
| 1956 | 41,6 | 30,1 | 009,99 | 12,1 | 6,2 |     |
| 1961 | 53,5 | 28,6 | 09,9   | 03,6 | 4,4 |     |
| 1964 | 51,4 | 34,4 | 010,04 | 03,6 |     |     |
| 1969 | 55,0 | 38,2 | 06,2   |      |     |     |

#### Landkreis Soest
| Jahr    | CDU  | SPD  | FDP  | BG  | DZP  | BHE |
| ------- | ---- | ---- | ---- | --- | ---- | --- |
| 11946 1 | 49,5 | 27,0 | 06,2 |     | 21,3 | 1,3 |
| 1948    | 41,2 | 30,2 |      |     | 26,8 |     |
| 1952    | 31,3 | 23,2 | 19,8 |     | 17,7 | 6,6 |
| 1956    | 39,4 | 28,4 | 17,8 |     | 13,1 |     |
| 1961    | 48,1 | 26,4 | 14,5 |     | 05,1 | 5,9 |
| 1964    | 42,9 | 30,0 | 15,4 | 4,1 | 05,4 | 2,2 |
| 1969    | 48,0 | 30,1 | 10,4 | 9,6 |      |     |

Fußnote

#### Landkreis Steinfurt
| Jahr    | CDU  | SPD  | FDP | DZP  | KPD |
| ------- | ---- | ---- | --- | ---- | --- |
| 1946    | 52,8 | 22,7 |     | 17,8 | 2,8 |
| 1948    | 38,9 | 29,5 |     | 28,2 | 2,4 |
| 11952 1 | 43,4 | 23,2 | 3,7 | 23,3 |     |
| 1956    | 46,1 | 28,8 | 3,9 | 19,4 |     |
| 1961    | 55,9 | 26,4 | 6,2 | 11,5 |     |
| 1964    | 54,6 | 29,0 | 7,8 | 07,6 |     |
| 21969 2 | 57,7 | 32,2 | 4,4 | 03,4 |     |

Fußnoten

#### Landkreis Tecklenburg
| Jahr    | CDU  | SPD  | FDP  | UCSW | DZP    | BHE  |
| ------- | ---- | ---- | ---- | ---- | ------ | ---- |
| 11946 1 | 30,3 | 31,2 | 11,4 |      | 23,8   |      |
| 1948    | 26,2 | 37,3 | 08,1 |      | 25,1   |      |
| 1952    | 28,0 | 27,4 | 13,9 |      | 18,3   | 10,2 |
| 1956    | 30,6 | 32,5 | 13,4 |      | 15,6   | 07,9 |
| 1961    | 36,8 | 32,1 | 12,7 | 2,2  | 009,96 | 06,2 |
| 1964    | 47,4 | 37,4 | 13,1 | 2,1  |        |      |
| 21969 2 | 50,9 | 38,3 | 08,4 |      |        |      |

Fußnoten

#### Landkreis Unna
| Jahr    | SPD  | CDU  | FDP  | BHE | KPD    |
| ------- | ---- | ---- | ---- | --- | ------ |
| 1946    | 50,7 | 37,2 |      |     | 10,2   |
| 11948 1 | 49,9 | 33,6 | 04,2 |     | 08,3   |
| 1952    | 49,7 | 28,4 | 13,3 | 3,6 | 004,99 |
| 1956    | 56,6 | 29,4 | 10,9 | 3,0 |        |
| 21961 2 | 54,4 | 33,7 | 09,9 |     |        |
| 1964    | 57,3 | 33,2 | 08,5 |     |        |
| 31969 3 | 55,3 | 32,9 | 05,6 |     |        |

Fußnoten

#### Landkreis Warburg
| Jahr    | CDU  | CWG    | SPD  | FDP  | DZP  |
| ------- | ---- | ------ | ---- | ---- | ---- |
| 1946    | 58,8 |        | 17,5 |      | 23,7 |
| 1948    | 44,7 |        | 21,6 |      | 33,6 |
| 1952    | 41,6 |        | 16,1 | 09,4 | 23,8 |
| 11956 1 | 46,3 |        | 14,5 | 06,9 | 17,7 |
| 21961 2 | 53,2 | 18,3   | 12,2 | 12,9 |      |
| 31964 3 | 54,1 | (14,0) | 16,3 | 15,5 |      |
| 1969    | 53,8 | 18,3   | 15,2 | 12,0 |      |

Bei der Wahl im Jahr 1952 erreichten unabhängige Kandidaten 7,9 % der gültigen Stimmen.
Fußnoten

#### Landkreis Warendorf
| Jahr    | CDU  | SPD  | FDP | DZP  | BHE |
| ------- | ---- | ---- | --- | ---- | --- |
| 1946    | 57,2 | 12,4 | 1,1 | 27,2 |     |
| 1948    | 38,9 | 21,2 |     | 31,5 |     |
| 1952    | 51,5 | 15,5 | 3,6 | 19,9 | 8,1 |
| 1956    | 50,2 | 18,0 | 4,8 | 21,3 | 5,7 |
| 1961    | 58,0 | 16,8 | 6,2 | 15,6 | 3,4 |
| 1964    | 60,6 | 21,9 | 7,6 | 09,9 |     |
| 11969 1 | 62,4 | 24,4 | 6,8 | 04,0 |     |
| 1973    | 67,5 | 23,0 | 6,8 |      |     |

Bei der Wahl im Jahr 1948 erreichten unabhängige Kandidaten 7,4 % der gültigen Stimmen.
Fußnote

#### Landkreis Wiedenbrück
Hinweis
Der Kreis wurde am 1. Januar 1973 aufgelöst und zusammen mit dem Kreis Halle in den neuen Kreis Gütersloh eingegliedert. Auf diesen Kreis beziehen sich die Angaben von 1973.
| Jahr    | CDU    | SPD    | FDP    | DZP | BHE   |
| ------- | ------ | ------ | ------ | --- | ----- |
| 11946 1 | 62,1   | 29,9   |        | 4,1 |       |
| 1948    | 49,3   | 31,4   | 06,2   | 9,7 |       |
| 1952    | 53,9   | 23,2   | 12,0   | 5,8 | 4,3   |
| 1956    | 50,1   | 27,6   | 10,9   | 6,4 | 04,99 |
| 1961    | 54,6   | 26,5   | 010,03 | 4,8 | 4,1   |
| 1964    | 53,8   | 30,7   | 10,6   | 3,7 |       |
| 21970 2 | (58,8) | (31,8) | 0(9,4) |     |       |
| 1973    | 56,3   | 34,5   | 09,3   |     |       |

Bei der Wahl im Jahr 1948 erreichten unabhängige Kandidaten 2,7 % der gültigen Stimmen.
Fußnoten

#### Landkreis Wittgenstein
| Jahr    | SPD  | CDU  | FDP  | UWG |
| ------- | ---- | ---- | ---- | --- |
| 1946    | 37,5 | 60,5 |      |     |
| 1948    | 46,1 | 51,6 |      |     |
| 1952    | 37,1 | 25,4 | 34,9 |     |
| 11956 1 | 43,5 | 27,7 | 22,4 |     |
| 21961 2 | 38,5 | 33,2 | 17,3 |     |
| 1964    | 44,2 | 32,3 | 12,8 | 8,9 |
| 1969    | 49,2 | 33,4 | 11,9 | 5,1 |

Fußnoten

## Erfolgreichste Parteien in den kreisfreien Städten und Landkreisen
Hinweis
Die Partei, die relativ die meisten Stimmen bei der jeweiligen Wahl erhalten hat, wird aufgeführt, auch wenn eine andere Partei den Oberbürgermeister oder den Landrat stellt. Es werden nur die Jahre, in denen eine Veränderung stattfand, angegeben.
| Jahr | Anzahl | SPD | CDU | DZP |
| ---- | ------ | --- | --- | --- |
| 1946 | 94     | 19  | 75  |     |
| 1948 | 94     | 40  | 51  | 3   |
| 1952 | 94     | 43  | 51  |     |
| 1956 | 95     | 50  | 45  |     |
| 1961 | 95     | 40  | 55  |     |
| 1964 | 95     | 48  | 47  |     |
| 1969 | 91     | 45  | 46  |     |
| 1970 | 90     | 45  | 45  |     |
| 1972 | 86     | 45  | 41  |     |
| 1973 | 82     | 42  | 40  |     |

## Parteien, die mindestens fünf Prozent der gültigen Stimmen erhalten haben

### Kreisfreie Städte
Hinweise
Der Stichtag ist jeweils der Wahltag.
In Nordrhein-Westfalen gab es 37 Stadtkreise.
Am 1. Januar 1955 schied die Stadt Leverkusen aus dem Rheinisch-Bergischen Kreis aus und wurde kreisfrei. Somit erhöhte sich die Anzahl der kreisfreien Städte um eine auf 38.
Am 1. Juli 1966 wurde Siegen in den gleichnamigen Landkreis eingegliedert. Die Anzahl der kreisfreien Städte sank auf 37.
Am 1. Januar 1969 wurden Herford und Lüdenscheid in die gleichnamigen Landkreise eingegliedert. Die Gesamtzahl der kreisfreien Städte betrug nun 35.
| Jahr | Anz. | CDU | SPD | FDP | WG | DKP | DFU | DWU | DZP | BHE | FVP | GVP | KPD | FSU | DRP | RVP |
| ---- | ---- | --- | --- | --- | -- | --- | --- | --- | --- | --- | --- | --- | --- | --- | --- | --- |
| 1946 | 37   | 37  | 37  | 16  | −  | −   | −   | −   | 17  | −   | −   | −   | 33  | −   | −   | 1   |
| 1948 | 37   | 37  | 37  | 24  | −  | −   | −   | −   | 19  | −   | −   | −   | 29  | 5   | 2   | 1   |
| 1952 | 37   | 37  | 37  | 35  | 1  | −   | −   | −   | 12  | 9   | −   | −   | 19  | 1   | 1   | −   |
| 1956 | 38   | 38  | 38  | 35  | −  | −   | −   | −   | 4   | 3   | 1   | 1   | −   | −   | −   | −   |
| 1961 | 38   | 38  | 38  | 35  | 4  | −   | −   | 2   | 1   | 1   | −   | −   | −   | −   | −   | −   |
| 1964 | 38   | 38  | 38  | 24  | 4  | −   | 1   | −   | −   | −   | −   | −   | −   | −   | −   | −   |
| 1969 | 35   | 35  | 35  | 19  | 3  | 1   | −   | −   | −   | −   | −   | −   | −   | −   | −   | −   |
| 1970 | 34   | 34  | 34  | 18  | 3  | 1   | −   | −   | −   | −   | −   | −   | −   | −   | −   | −   |

### Landkreise
Hinweise
Der Stichtag ist jeweils der Wahltag.
In Nordrhein-Westfalen gab es 57 Kreise.
Am 1. August 1969 wurden der Landkreis Bonn und der Siegkreis zum neuen Rhein-Sieg-Kreis zusammengeschlossen. Die Anzahl der Landkreise verringerte sich somit auf 56.
| Jahr | Anzahl | CDU | SPD | FDP | WG | DZP | NPD | BHE | DP | FVP | GVP | KPD | DRP | RVP |
| ---- | ------ | --- | --- | --- | -- | --- | --- | --- | -- | --- | --- | --- | --- | --- |
| 1946 | 57     | 57  | 57  | 8   | −  | 23  | −   | −   | −  | −   | −   | 25  | −   | −   |
| 1948 | 57     | 57  | 57  | 19  | −  | 34  | −   | −   | −  | −   | −   | 20  | 2   | 1   |
| 1952 | 57     | 57  | 57  | 49  | 2  | 32  | −   | 22  | −  | 1   | −   | 5   | 1   | −   |
| 1956 | 57     | 57  | 57  | 48  | 4  | 27  | −   | 16  | −  | 2   | 1   | −   | −   | −   |
| 1961 | 57     | 57  | 57  | 55  | 8  | 15  | −   | 10  | 1  | −   | −   | −   | −   | −   |
| 1964 | 57     | 57  | 57  | 54  | 8  | 10  | 1   | −   | −  | −   | −   | −   | −   | −   |
| 1969 | 56     | 56  | 56  | 42  | 8  | 3   | 1   | −   | −  | −   | −   | −   | −   | −   |
| 1972 | 52     | 52  | 52  | 38  | 5  | 3   | 1   | −   | −  | −   | −   | −   | −   | −   |
| 1973 | 48     | 48  | 48  | 34  | 5  | 3   | 1   | −   | −  | −   | −   | −   | −   | −   |

## Die besten Wahlergebnisse in den kreisfreien Städten

### CDU
1946
| Platz | Kreisfreie Stadt | Stimmenanteil in % |
| ----- | ---------------- | ------------------ |
| 1     | Aachen           | 64,1               |
| 2     | Neuß             | 55,2               |
| 3     | Köln             | 53,4               |
| 4     | Bonn             | 53,0               |
| 5     | Lüdenscheid      | 51,4               |

1948
| Platz | Kreisfreie Stadt | Stimmenanteil in % |
| ----- | ---------------- | ------------------ |
| 1     | Aachen           | 55,0               |
| 2     | Neuß             | 46,5               |
| 3     | Köln             | 42,5               |
| 4     | Düsseldorf       | 41,2               |
| 5     | Herford          | 40,7               |

1952
| Platz | Kreisfreie Stadt | Stimmenanteil in % |
| ----- | ---------------- | ------------------ |
| 1     | Bonn             | 46,8               |
| 2     | Aachen           | 44,9               |
| 3     | Mönchengladbach  | 43,9               |
| 4     | Köln             | 43,1               |
| 5     | Neuß             | 41,8               |

1956
| Platz | Kreisfreie Stadt | Stimmenanteil in % |
| ----- | ---------------- | ------------------ |
| 1     | Mönchengladbach  | 50,6               |
| 2     | Aachen           | 49,4               |
| 3     | Viersen          | 47,6               |
| 4     | Bonn             | 46,9               |
| 5     | Neuß             | 44,7               |
|       | Münster          | 44,7               |

1961
| Platz | Kreisfreie Stadt | Stimmenanteil in % |
| ----- | ---------------- | ------------------ |
| 1     | Viersen          | 57,7               |
| 2     | Aachen           | 56,5               |
| 3     | Mönchengladbach  | 55,6               |
| 4     | Bonn             | 55,2               |
| 5     | Neuß             | 55,0               |

1964
| Platz | Kreisfreie Stadt | Stimmenanteil in % |
| ----- | ---------------- | ------------------ |
| 1     | Mönchengladbach  | 55,2               |
| 2     | Neuß             | 55,0               |
| 3     | Münster          | 53,6               |
| 4     | Viersen          | 53,0               |
| 5     | Aachen           | 51,4               |

1969/70
| Platz | Kreisfreie Stadt | Stimmenanteil in % |
| ----- | ---------------- | ------------------ |
| 1     | Mönchengladbach  | 60,3               |
| 2     | Bocholt          | 57,4               |
| 3     | Viersen          | 57,3               |
| 4     | Neuss            | 56,8               |
| 5     | Hamm             | 53,1               |

### SPD
1946
| Platz | Kreisfreie Stadt | Stimmenanteil in % |
| ----- | ---------------- | ------------------ |
| 1     | Bielefeld        | 50,2               |
| 2     | Herford          | 49,2               |
|       | Witten           | 49,2               |
| 4     | Dortmund         | 46,3               |
| 5     | Lünen            | 45,9               |

1948
| Platz | Kreisfreie Stadt | Stimmenanteil in % |
| ----- | ---------------- | ------------------ |
| 1     | Witten           | 52,3               |
| 2     | Wattenscheid     | 49,7               |
| 3     | Lünen            | 48,8               |
| 4     | Castrop-Rauxel   | 47,8               |
| 5     | Herford          | 47,5               |

1952
| Platz | Kreisfreie Stadt | Stimmenanteil in % |
| ----- | ---------------- | ------------------ |
| 1     | Witten           | 52,0               |
| 2     | Dortmund         | 49,7               |
| 3     | Lünen            | 49,4               |
| 4     | Castrop-Rauxel   | 49,0               |
| 5     | Gladbeck         | 47,8               |

1956
| Platz | Kreisfreie Stadt    | Stimmenanteil in % |
| ----- | ------------------- | ------------------ |
| 1     | Witten              | 59,1               |
|       | Wattenscheid        | 59,1               |
| 3     | Wanne-Eickel        | 58,5               |
| 4     | Gelsenkirchen       | 57,3               |
| 5     | Castrop-Rauxel      | 57,2               |
|       | Mülheim an der Ruhr | 57,2               |

1961
| Platz | Kreisfreie Stadt | Stimmenanteil in % |
| ----- | ---------------- | ------------------ |
| 1     | Witten           | 58,2               |
| 2     | Wanne-Eickel     | 54,9               |
| 3     | Dortmund         | 54,2               |
| 4     | Wattenscheid     | 54,1               |
| 5     | Lünen            | 53,1               |

1964
| Platz | Kreisfreie Stadt | Stimmenanteil in % |
| ----- | ---------------- | ------------------ |
| 1     | Wanne-Eickel     | 63,5               |
| 2     | Witten           | 63,3               |
| 3     | Gelsenkirchen    | 61,3               |
| 4     | Dortmund         | 61,2               |
| 5     | Wattenscheid     | 60,3               |

1969/70
| Platz | Kreisfreie Stadt | Stimmenanteil in % |
| ----- | ---------------- | ------------------ |
| 1     | Witten           | 60,8               |
| 2     | Bochum           | 58,6               |
| 3     | Gelsenkirchen    | 57,7               |
| 4     | Köln             | 57,4               |
| 5     | Dortmund         | 57,3               |

### FDP
1946
| Platz | Kreisfreie Stadt    | Stimmenanteil in % |
| ----- | ------------------- | ------------------ |
| 1     | Remscheid           | 20,3               |
| 2     | Solingen            | 18,7               |
| 3     | Hagen               | 15,0               |
| 4     | Siegen              | 14,4               |
| 5     | Mülheim an der Ruhr | 12,8               |

1948
| Platz | Kreisfreie Stadt | Stimmenanteil in % |
| ----- | ---------------- | ------------------ |
| 1     | Remscheid        | 19,7               |
| 2     | Solingen         | 17,9               |
| 3     | Iserlohn         | 17,8               |
| 4     | Hagen            | 17,5               |
| 5     | Bonn             | 17,4               |

1952
| Platz | Kreisfreie Stadt | Stimmenanteil in % |
| ----- | ---------------- | ------------------ |
| 1     | Iserlohn         | 22,7               |
| 2     | Solingen         | 22,5               |
|       | Bielefeld        | 22,5               |
| 4     | Wuppertal        | 21,5               |
| 5     | Remscheid        | 21,3               |

1956
| Platz | Kreisfreie Stadt | Stimmenanteil in % |
| ----- | ---------------- | ------------------ |
| 1     | Iserlohn         | 17,4               |
|       | Lüdenscheid      | 17,4               |
| 3     | Remscheid        | 17,0               |
| 4     | Solingen         | 16,1               |
| 5     | Bielefeld        | 16,0               |

1961
| Platz | Kreisfreie Stadt | Stimmenanteil in % |
| ----- | ---------------- | ------------------ |
| 1     | Remscheid        | 19,1               |
| 2     | Iserlohn         | 17,9               |
| 3     | Solingen         | 16,1               |
| 4     | Wuppertal        | 15,4               |
| 5     | Münster          | 15,0               |

1964
| Platz | Kreisfreie Stadt | Stimmenanteil in % |
| ----- | ---------------- | ------------------ |
| 1     | Iserlohn         | 13,7               |
| 2     | Remscheid        | 12,7               |
| 3     | Solingen         | 11,9               |
| 4     | Lüdenscheid      | 11,4               |
| 5     | Siegen           | 10,7               |

1969/70
| Platz | Kreisfreie Stadt    | Stimmenanteil in % |
| ----- | ------------------- | ------------------ |
| 1     | Solingen            | 9,8                |
| 2     | Bielefeld           | 9,2                |
| 3     | Mülheim an der Ruhr | 9,0                |
| 4     | Remscheid           | 7,7                |
|       | Hagen               | 7,7                |

### DZP
1946
| Platz | Kreisfreie Stadt | Stimmenanteil in % |
| ----- | ---------------- | ------------------ |
| 1     | Oberhausen       | 22,7               |
| 2     | Münster          | 22,3               |
| 3     | Bocholt          | 20,2               |
| 4     | Viersen          | 16,1               |
| 5     | Rheydt           | 14,9               |

1948
| Platz | Kreisfreie Stadt | Stimmenanteil in % |
| ----- | ---------------- | ------------------ |
| 1     | Bocholt          | 33,0               |
| 2     | Münster          | 27,1               |
| 3     | Oberhausen       | 26,3               |
| 4     | Mönchengladbach  | 21,8               |
| 5     | Viersen          | 21,7               |

1952
| Platz | Kreisfreie Stadt | Stimmenanteil in % |
| ----- | ---------------- | ------------------ |
| 1     | Bocholt          | 20,5               |
| 2     | Oberhausen       | 17,5               |
| 3     | Viersen          | 15,5               |
| 4     | Iserlohn         | 14,4               |
| 5     | Mönchengladbach  | 13,1               |

1956
| Platz | Kreisfreie Stadt | Stimmenanteil in % |
| ----- | ---------------- | ------------------ |
| 1     | Bocholt          | 13,8               |
| 2     | Iserlohn         | 11,1               |
| 3     | Oberhausen       | 08,4               |
| 4     | Rheydt           | 07,9               |
| 5     | Münster          | 07,7               |

### KPD
1946
| Platz | Kreisfreie Stadt | Stimmenanteil in % |
| ----- | ---------------- | ------------------ |
| 1     | Solingen         | 22,9               |
| 2     | Bottrop          | 21,7               |
|       | Remscheid        | 21,7               |
| 4     | Wanne-Eickel     | 20,7               |
| 5     | Gelsenkirchen    | 17,9               |

1948
| Platz | Kreisfreie Stadt | Stimmenanteil in % |
| ----- | ---------------- | ------------------ |
| 1     | Solingen         | 20,9               |
| 2     | Remscheid        | 20,8               |
| 3     | Bottrop          | 15,5               |
| 4     | Wanne-Eickel     | 15,3               |
| 5     | Gelsenkirchen    | 13,8               |

1952
| Platz | Kreisfreie Stadt | Stimmenanteil in % |
| ----- | ---------------- | ------------------ |
| 1     | Remscheid        | 14,4               |
| 2     | Solingen         | 13,3               |
| 3     | Bottrop          | 09,8               |
| 4     | Wanne-Eickel     | 08,8               |
| 5     | Gladbeck         | 08,6               |

### BHE
1952
| Platz | Kreisfreie Stadt | Stimmenanteil in % |
| ----- | ---------------- | ------------------ |
| 1     | Bielefeld        | 8,0                |
| 2     | Lüdenscheid      | 7,8                |
| 3     | Iserlohn         | 6,7                |
| 4     | Witten           | 5,8                |
| 5     | Neuß             | 5,6                |

1956
| Platz | Kreisfreie Stadt | Stimmenanteil in % |
| ----- | ---------------- | ------------------ |
| 1     | Iserlohn         | 6,1                |
| 2     | Neuß             | 6,0                |
| 3     | Recklinghausen   | 5,1                |
| 4     | Herford          | 4,7                |
| 5     | Bielefeld        | 4,6                |

### Andere Parteien
Hinweis
Es wird nur das jeweils beste Wahlergebnis aufgelistet.
Tabelle
| Platz | Partei | Jahr | Kreisfreie Stadt | Stimmenanteil in % |
| ----- | ------ | ---- | ---------------- | ------------------ |
| 1     | DRP    | 1952 | Siegen           | 15,6               |
| 2     | RSF    | 1948 | Lüdenscheid      | 10,3               |
| 3     | FVP    | 1956 | Siegen           | 10,1               |
| 4     | RVP    | 1946 | Aachen           | 07,8               |
| 5     | GVP    | 1956 | Siegen           | 06,7               |

### Wählergruppen
Hinweis
Es wird nur das jeweils beste Wahlergebnis aufgelistet.
Tabelle
| Platz | Wähler- gruppe | Jahr | Kreisfreie Stadt | Stimmenanteil in % |
| ----- | -------------- | ---- | ---------------- | ------------------ |
| 1     | UWG            | 1969 | Wattenscheid     | 22,5               |
| 2     | FWG            | 1969 | Rheydt           | 16,6               |
| 3     | UWG            | 1961 | Gladbeck         | 10,2               |
| 4     | BBG            | 1961 | Bonn             | 08,8               |
| 5     | BG             | 1969 | Wanne-Eickel     | 08,1               |

## Die besten Wahlergebnisse in den Landkreisen

### CDU
1946
| Platz | Landkreis                         | Stimmenanteil in % |
| ----- | --------------------------------- | ------------------ |
| 1     | Landkreis Schleiden               | 85,5               |
| 2     | Landkreis Geilenkirchen-Heinsberg | 77,1               |
| 3     | Landkreis Geldern                 | 76,6               |
| 4     | Landkreis Meschede                | 75,6               |
| 5     | Landkreis Kleve                   | 75,3               |

1948
| Platz | Landkreis                         | Stimmenanteil in % |
| ----- | --------------------------------- | ------------------ |
| 1     | Landkreis Schleiden               | 65,4               |
| 2     | Landkreis Monschau                | 65,1               |
| 3     | Landkreis Geilenkirchen-Heinsberg | 62,8               |
| 4     | Landkreis Kleve                   | 62,5               |
| 5     | Landkreis Erkelenz                | 60,7               |

1952
| Platz | Landkreis                             | Stimmenanteil in % |
| ----- | ------------------------------------- | ------------------ |
| 1     | Landkreis Erkelenz                    | 64,7               |
| 2     | Landkreis Monschau                    | 63,4               |
| 3     | Landkreis Meschede                    | 59,9               |
| 4     | Selfkantkreis Geilenkirchen-Heinsberg | 58,8               |
| 5     | Landkreis Kleve                       | 57,4               |

1956
| Platz | Landkreis           | Stimmenanteil in % |
| ----- | ------------------- | ------------------ |
| 1     | Landkreis Schleiden | 64,3               |
| 2     | Landkreis Meschede  | 63,1               |
| 3     | Landkreis Monschau  | 61,1               |
| 4     | Landkreis Geldern   | 59,9               |
| 5     | Landkreis Kleve     | 57,8               |

1961
| Platz | Landkreis          | Stimmenanteil in % |
| ----- | ------------------ | ------------------ |
| 1     | Landkreis Ahaus    | 68,5               |
| 2     | Landkreis Geldern  | 68,0               |
| 3     | Landkreis Büren    | 67,4               |
| 4     | Landkreis Meschede | 67,2               |
| 5     | Landkreis Olpe     | 67,1               |

1964
| Platz | Landkreis          | Stimmenanteil in % |
| ----- | ------------------ | ------------------ |
| 1     | Landkreis Geldern  | 67,9               |
| 2     | Landkreis Büren    | 67,2               |
| 3     | Landkreis Meschede | 65,6               |
| 4     | Landkreis Ahaus    | 65,3               |
| 5     | Landkreis Borken   | 63,7               |

1969/70
| Platz | Kreis             | Stimmenanteil in % |
| ----- | ----------------- | ------------------ |
| 1     | Landkreis Geldern | 67,7               |
| 2     | Landkreis Olpe    | 67,6               |
| 3     | Landkreis Ahaus   | 66,0               |
| 4     | Landkreis Kleve   | 64,8               |
| 5     | Landkreis Borken  | 64,2               |

### SPD
1946
| Platz | Landkreis           | Stimmenanteil in % |
| ----- | ------------------- | ------------------ |
| 1     | Landkreis Bielefeld | 55,1               |
| 2     | Landkreis Herford   | 53,8               |
| 3     | Landkreis Unna      | 50,7               |
| 4     | Landkreis Lemgo     | 48,4               |
| 5     | Landkreis Minden    | 45,9               |

1948
| Platz | Landkreis              | Stimmenanteil in % |
| ----- | ---------------------- | ------------------ |
| 1     | Landkreis Herford      | 53,4               |
| 2     | Landkreis Bielefeld    | 52,8               |
| 3     | Landkreis Unna         | 49,9               |
| 4     | Landkreis Minden       | 47,2               |
| 5     | Landkreis Wittgenstein | 46,1               |

1952
| Platz | Landkreis           | Stimmenanteil in % |
| ----- | ------------------- | ------------------ |
| 1     | Landkreis Herford   | 53,9               |
| 2     | Landkreis Bielefeld | 51,1               |
| 3     | Landkreis Unna      | 49,7               |
| 4     | Landkreis Lemgo     | 46,9               |
| 5     | Ennepe-Ruhr-Kreis   | 46,0               |

1956
| Platz | Landkreis           | Stimmenanteil in % |
| ----- | ------------------- | ------------------ |
| 1     | Landkreis Herford   | 57,2               |
| 2     | Landkreis Dinslaken | 56,7               |
| 3     | Landkreis Unna      | 56,6               |
| 4     | Landkreis Lemgo     | 55,3               |
|       | Ennepe-Ruhr-Kreis   | 55,3               |

1961
| Platz | Landkreis           | Stimmenanteil in % |
| ----- | ------------------- | ------------------ |
| 1     | Landkreis Herford   | 55,0               |
| 2     | Landkreis Unna      | 54,4               |
| 3     | Landkreis Dinslaken | 53,3               |
|       | Landkreis Lemgo     | 53,3               |
| 5     | Ennepe-Ruhr-Kreis   | 52,4               |

1964
| Platz | Landkreis           | Stimmenanteil in % |
| ----- | ------------------- | ------------------ |
| 1     | Landkreis Unna      | 57,3               |
| 2     | Ennepe-Ruhr-Kreis   | 57,2               |
| 3     | Landkreis Herford   | 56,3               |
|       | Landkreis Lemgo     | 56,3               |
| 5     | Landkreis Bielefeld | 55,6               |

1969/70
| Platz | Kreis               | Stimmenanteil in % |
| ----- | ------------------- | ------------------ |
| 1     | Landkreis Dinslaken | 55,4               |
| 2     | Landkreis Unna      | 55,3               |
| 3     | Ennepe-Ruhr-Kreis   | 54,8 (?)           |
| 4     | Landkreis Bielefeld | 54,0 (?)           |
| 5     | Landkreis Moers     | 52,7               |

### FDP
1946
| Platz | Landkreis             | Stimmenanteil in % |
| ----- | --------------------- | ------------------ |
| 1     | Ennepe-Ruhr-Kreis     | 17,1               |
| 2     | Rhein-Wupper-Kreis    | 14,4               |
| 3     | Landkreis Tecklenburg | 11,4               |
| 4     | Oberbergischer Kreis  | 8,9                |
| 5     | Siegkreis             | 8,2                |

1948
| Platz | Landkreis            | Stimmenanteil in % |
| ----- | -------------------- | ------------------ |
| 1     | Ennepe-Ruhr-Kreis    | 20,6               |
| 2     | Oberbergischer Kreis | 18,4               |
| 3     | Rhein-Wupper-Kreis   | 18,0               |
| 4     | Landkreis Lemgo      | 15,1               |
| 5     | Landkreis Lippstadt  | 14,2               |

1952
| Platz | Landkreis              | Stimmenanteil in % |
| ----- | ---------------------- | ------------------ |
| 1     | Landkreis Wittgenstein | 34,9               |
| 2     | Landkreis Lübbecke     | 22,8               |
| 3     | Ennepe-Ruhr-Kreis      | 21,7               |
| 4     | Landkreis Lemgo        | 21,4               |
| 5     | Landkreis Altena       | 20,5               |

1956
| Platz | Landkreis              | Stimmenanteil in % |
| ----- | ---------------------- | ------------------ |
| 1     | Landkreis Wittgenstein | 22,4               |
| 2     | Landkreis Detmold      | 21,0               |
| 3     | Oberbergischer Kreis   | 19,6               |
| 4     | Landkreis Lemgo        | 18,4               |
| 5     | Landkreis Lübbecke     | 18,3               |
|       | Landkreis Minden       | 18,3               |

1961
| Platz | Landkreis            | Stimmenanteil in % |
| ----- | -------------------- | ------------------ |
| 1     | Landkreis Altena     | 20,9               |
| 2     | Oberbergischer Kreis | 19,8               |
| 3     | Landkreis Detmold    | 18,9               |
| 4     | Landkreis Lübbecke   | 18,3               |
| 5     | Landkreis Minden     | 17,8               |

1964
| Platz | Landkreis                   | Stimmenanteil in % |
| ----- | --------------------------- | ------------------ |
| 1     | Oberbergischer Kreis        | 18,5               |
| 2     | Landkreis Minden            | 17,6               |
| 3     | Landkreis Detmold           | 17,2               |
| 4     | Landkreis Lübbecke          | 17,0               |
| 5     | Landkreis Halle (Westfalen) | 16,7               |

1969/70
| Platz | Kreis                  | Stimmenanteil in % |
| ----- | ---------------------- | ------------------ |
| 1     | Oberbergischer Kreis   | 14,0               |
|       | Landkreis Minden       | 14,0               |
| 3     | Landkreis Warburg      | 12,0               |
| 4     | Landkreis Wittgenstein | 11,9               |
| 5     | Landkreis Schleiden    | 11,8               |

### DZP
1946
| Platz | Landkreis           | Stimmenanteil in % |
| ----- | ------------------- | ------------------ |
| 1     | Landkreis Coesfeld  | 33,7               |
| 2     | Landkreis Münster   | 30,5               |
| 3     | Siegkreis           | 27,5               |
| 4     | Landkreis Warendorf | 27,2               |
| 5     | Landkreis Paderborn | 25,2               |

1948
| Platz | Landkreis           | Stimmenanteil in % |
| ----- | ------------------- | ------------------ |
| 1     | Landkreis Coesfeld  | 40,8               |
| 2     | Landkreis Münster   | 40,3               |
| 3     | Landkreis Warburg   | 33,6               |
| 4     | Landkreis Ahaus     | 33,2               |
| 5     | Landkreis Warendorf | 31,5               |

1952
| Platz | Landkreis           | Stimmenanteil in % |
| ----- | ------------------- | ------------------ |
| 1     | Landkreis Büren     | 34,7               |
| 2     | Landkreis Coesfeld  | 26,7               |
| 3     | Landkreis Paderborn | 25,0               |
| 4     | Landkreis Borken    | 24,2               |
| 5     | Landkreis Münster   | 24,1               |

1956
| Platz | Landkreis           | Stimmenanteil in % |
| ----- | ------------------- | ------------------ |
| 1     | Landkreis Coesfeld  | 23,5               |
| 2     | Landkreis Borken    | 22,6               |
| 3     | Landkreis Münster   | 22,5               |
| 4     | Landkreis Büren     | 21,8               |
| 5     | Landkreis Warendorf | 21,3               |

1961
| Platz | Landkreis           | Stimmenanteil in % |
| ----- | ------------------- | ------------------ |
| 1     | Landkreis Coesfeld  | 16,7               |
| 2     | Landkreis Münster   | 16,3               |
| 3     | Landkreis Warendorf | 15,6               |
| 4     | Landkreis Höxter    | 13,8               |
| 5     | Landkreis Brilon    | 10,6               |

1964
| Platz | Landkreis          | Stimmenanteil in % |
| ----- | ------------------ | ------------------ |
| 1     | Landkreis Münster  | 14,4               |
| 2     | Landkreis Büren    | 13,4               |
| 3     | Landkreis Coesfeld | 12,4               |
| 4     | Landkreis Höxter   | 11,6               |
| 5     | Landkreis Brilon   | 9,3                |

1969/70
| Platz | Kreis              | Stimmenanteil in % |
| ----- | ------------------ | ------------------ |
| 1     | Landkreis Büren    | 12,3               |
| 2     | Landkreis Höxter   | 10,8               |
| 3     | Landkreis Brilon   | 9,6                |
| 4     | Landkreis Coesfeld | 9,0                |
| 5     | Landkreis Münster  | 5,9                |

### KPD
1946
| Platz | Landkreis                     | Stimmenanteil in % |
| ----- | ----------------------------- | ------------------ |
| 1     | Landkreis Recklinghausen      | 13,3               |
| 2     | Ennepe-Ruhr-Kreis             | 12,8               |
| 3     | Landkreis Düsseldorf-Mettmann | 11,9               |
|       | Rhein-Wupper-Kreis            | 11,9               |
| 5     | Landkreis Dinslaken           | 11,0               |

1948
| Platz | Landkreis                     | Stimmenanteil in % |
| ----- | ----------------------------- | ------------------ |
| 1     | Ennepe-Ruhr-Kreis             | 12,2               |
| 2     | Landkreis Düsseldorf-Mettmann | 11,4               |
| 3     | Rhein-Wupper-Kreis            | 10,4               |
| 4     | Landkreis Recklinghausen      | 10,2               |
| 5     | Landkreis Aachen              | 10,0               |

1952
| Platz | Landkreis                     | Stimmenanteil in % |
| ----- | ----------------------------- | ------------------ |
| 1     | Landkreis Dinslaken           | 7,1                |
| 2     | Ennepe-Ruhr-Kreis             | 6,9                |
| 3     | Landkreis Düsseldorf-Mettmann | 6,7                |
| 4     | Landkreis Recklinghausen      | 6,1                |
| 5     | Rhein-Wupper-Kreis            | 5,9                |

### BHE
1952
| Platz | Landkreis             | Stimmenanteil in % |
| ----- | --------------------- | ------------------ |
| 1     | Landkreis Detmold     | 12,4               |
| 2     | Landkreis Büren       | 11,1               |
| 3     | Landkreis Lemgo       | 10,5               |
| 4     | Landkreis Tecklenburg | 10,2               |
| 5     | Landkreis Bielefeld   | 10,0               |

1956
| Platz | Landkreis             | Stimmenanteil in % |
| ----- | --------------------- | ------------------ |
| 1     | Landkreis Büren       | 9,7                |
| 2     | Landkreis Lippstadt   | 9,5                |
| 3     | Landkreis Tecklenburg | 7,9                |
| 4     | Rhein-Wupper-Kreis    | 7,4                |
| 5     | Landkreis Detmold     | 7,3                |

1961
| Platz | Landkreis            | Stimmenanteil in % |
| ----- | -------------------- | ------------------ |
| 1     | Landkreis Büren      | 8,3                |
| 2     | Landkreis Lippstadt  | 7,1                |
| 3     | Landkreis Detmold    | 6,5                |
| 4     | Oberbergischer Kreis | 6,4                |
| 5     | Landkreis Siegen     | 7,3                |

### Andere Parteien
Hinweis
Es wird nur das jeweils beste Wahlergebnis aufgelistet.
Tabelle
| Platz | Partei | Jahr | Kreis/Landkreis                       | Stimmenanteil in % |
| ----- | ------ | ---- | ------------------------------------- | ------------------ |
| 1     | GVP    | 1956 | Landkreis Siegen                      | 9,6                |
| 2     | RVP    | 1948 | Landkreise Düren und Euskirchen       | 9,5                |
| 3     | FVP    | 1952 | Landkreis Jülich                      | 8,8                |
|       |        | 1956 | Selfkantkreis Geilenkirchen-Heinsberg | 8,8                |
| 5     | DP     | 1961 | Landkreis Wittgenstein                | 8,5                |

### Wählergruppen
Hinweis
Es wird nur das jeweils beste Wahlergebnis aufgelistet.
Tabelle
| Platz | Wähler- gruppe | Jahr | Kreis/Landkreis                       | Stimmenanteil in % |
| ----- | -------------- | ---- | ------------------------------------- | ------------------ |
| 1     | CWG            | 1961 | Landkreis Warburg                     | 18,3               |
|       | CWG            | 1969 | Kreis Warburg                         | 18,3               |
| 2     | UWG            | 1969 | Kreis Borken                          | 13,9               |
| 3     | UWG            | 1964 | Selfkantkreis Geilenkirchen-Heinsberg | 11,2               |
| 4     | UWV            | 1964 | Landkreis Schleiden                   | 10,5               |
| 5     | FWV            | 1952 | Selfkantkreis Geilenkirchen-Heinsberg | 9,7                |